# LASK
Der Linzer Athletik-Sport-Klub, allgemein bekannt als LASK (gesprochen Lask) oder auch als Linzer ASK, ist ein Fußballverein aus der oberösterreichischen Landeshauptstadt Linz. Seine Vereinsfarben sind Schwarz und Weiß. Der LASK spielt seit der Saison 2017/18 wieder in der Bundesliga, der höchsten Liga Österreichs.
Der LASK wurde laut Vereinsregisterbuch am 7. August 1899 gegründet. Die Fußballsektion entstand im Februar 1919 und nahm ihre Tätigkeit am 4. Mai 1919 auf. Insbesondere Spieler des aufgelösten Linzer Sport-Clubs (gegründet 1908) traten der Sektion bei. Größter Erfolg der Vereinsgeschichte war der Gewinn der österreichischen Meisterschaft 1964/65. Damals bereits im Kader war die später zum Jahrhundertfußballer des LASK gewählte Stürmerlegende Helmut Köglberger.
Der Profispielbetrieb ist seit Ende September 2016 in die LASK GmbH ausgegliedert, deren einziger Gesellschafter der Verein ist.

## Geschichte

### Anfangsjahre des LASK
Der LASK wurde am 7. August 1899 als Athletiksportklub Siegfried gegründet und war anfangs entsprechend nur im Bereich der Schwerathletik aktiv. Nach Ende des Ersten Weltkrieges wurde im Februar 1919 auch eine Fußballsektion ins Leben gerufen. Auf Initiative Otto Wilhelm Zemanns traten hier die meisten Spieler der ehemaligen Fußballer des Germania Linz und des 1908 gegründeten Linzer Sport-Klubs ein, der sich Ende des Ersten Weltkriegs auflöste. Das erste Fußballspiel bestritt Siegfried am 4. Mai 1919 gegen den Fußballverein Wels und unterlag 1:4. Dennoch entwickelte sich diese Sparte rasch zu einer der bedeutendsten des Vereins, sodass in einer außerordentlichen Hauptversammlung am 14. September 1919 der Name Linzer Athletik-Sport-Klub (LASK) angenommen wurde. Heute noch wird das Gründungsjahr mit 1908 angeführt, bezogen auf die Wurzeln der Fußballsektion im Linzer Sport-Klub.
Den ersten Titelgewinn konnten die Fußballer des LASK 1924 mit dem Gewinn der oberösterreichischen Landesmeisterschaft feiern und damit erstmals den zum damaligen Zeitpunkt bereits vierfachen Meister SK Vorwärts Steyr entthronen. Dem LASK gelang es, den Titel auch in den folgenden beiden Saisonen zu er konnte 1926/27 gar alle seine Meisterschaftsspiele siegreich absolvieren. Nachdem sich der Klub 1928 dem SV Urfahr Linz in der Liga geschlagen geben musste, erlebte er unter Trainer Sepp Gurtner bald seine erfolgreichste Ära vor dem Zweiten Weltkrieg. Neben weiteren Siegen in der oberösterreichischen Meisterschaft und dem neu geschaffenen Landescup griffen die Linzer erstmals nach einem nationalen Titel. In der Amateurmeisterschaft 1931 hatte sich der Klub über Lustenau 07 und den SAK 1914 ins Endspiel gespielt, wo der GAK wartete. Nach einem 1:1 in der Steiermark konnte mit einem 2:1-Sieg der Titel auf heimischem Boden fixiert werden. Bereits 1932 erlebte dieses Finale eine Neuauflage, wobei dieses Mal die Grazer jubeln durften, nachdem sie die Endspiele mit 2:0 und 4:2 klar gewannen. Die damals stärksten Spieler der Linzer, Gustl Jordan und Pepi Mayböck schafften den Sprung zum Profi-Fußball und wechselten nach Wien zum FAC beziehungsweise zur Vienna.

### Sprung in den Profifußball und Aufstieg zum Double-Gewinner
Während des Zweiten Weltkriegs gelang in der Saison 1938/39 der erste Aufstieg in die Erstklassigkeit. In der Meisterschaft, die damals den Namen Gauliga XVII trug, lief es für den LASK vor allem kriegsbedingt äußerst schlecht. Immer wieder konnte der Klub nur einen Teil seiner eigentlichen Kampfmannschaft aufbieten. Der LASK stieg mit 0 Punkten ab, das 0:21 gegen die Wiener Austria bildete die höchste Niederlage. Nach Ende des Zweiten Weltkrieges gelang jedoch unter dem aus sowjetischer Kriegsgefangenschaft zurückgekehrten Trainer Schurl Braun, der einst im legendären Wunderteam spielte, bald der Wiederaufstieg. Nach dem Gewinn der oberösterreichischen Landesmeisterschaft setzte sich der LASK erfolgreich gegen Polizei SV Innsbruck und den Villacher SV in der Relegation 1949/50 zur A-Liga durch und brachte somit erstmals den Profifußball nach Linz. Trotz prominenter Verpflichtungen wie Josef Epp blieb der LASK im Abstiegskampf, den er zwar mehrere Jahre erfolgreich bewenden konnte, dem er 1953/54 schließlich erlag.
Mit dem Wiener Neuzugang Turl Brinek, der vier Jahre zuvor noch in der Weltauswahl stand, gelang 1957/58 der Gewinn der B-Liga und der damit verbundene Wiederaufstieg. Unter dem renommierten Trainer Karl Schlechta konnte der LASK auch bald ins Titelrennen eingreifen, 1961/62 wurde der Klub Vizemeister hinter der Wiener Austria, 1963 war im ÖFB-Cup erst im Finale, ebenfalls gegen die Austria, mit 0:1 Schluss. Der große Wurf gelang zwei Jahre später. Unter Trainer František Bufka und Co-Trainer Laszlo Simko fixierten die Linzer mit einem 2:0 gegen die Vienna als erster nicht aus Wien stammender Verein den Gewinn der Meisterschaft und holten sich mit 1:0 und 1:1 gegen den 1. Wiener Neustädter SC auch den ÖFB-Cup und somit das Double. Den Schwarz-Weißen gelang es jedoch nicht, sich an der nationalen Spitze zu behaupten, denn der Klub fand sich bald nur noch im geschlagenen Mittelfeld wieder und war erstmals 1971/72 wieder ernsthaft in den Abstiegskampf verwickelt. Dennoch sorgten die Linzer im Cup für positive Schlagzeilen, 1967 und 1970 stand die Mannschaft erneut im Finale, hatte allerdings gegenüber der Wiener Austria (Entscheid durch Münzwurf) und Wacker Innsbruck das Nachsehen.

### Zwischen Europacup und Zweiter Division
Konnte der Klub 1973/74 den Abstieg noch in der Relegationsrunde verhindern, kam letztendlich 1977/78 als Tabellenletzter der Gang in die Zweitklassigkeit. Mit dem Sieg in der 2. Division vor dem SK Austria Klagenfurt gelang unter Trainer Adolf Blutsch der umgehende Wiederaufstieg und bereits im ersten Jahr nach der Rückkehr ins Oberhaus wurde mit den ehemaligen Nationalspielern Helmut Köglberger und Edi Krieger ein dritter Platz. In den folgenden Jahren pendelten die Linzer zwischen Abstiegskampf und UEFA-Cup-Plätze hin und her und konnten Mitte der 80er ihre wohl größten internationalen Erfolge feiern. Bis dato hielt der Klub den unrühmlichen Rekord, im Europapokal bei fünf Teilnahmen jeweils in der ersten Runde gescheitert zu sein, wobei insbesondere das 0:7 gegen Újpest FC schmerzte. 1984 überstand der Klub die erste Runde gegen Östers IF relativ problemlos, scheiterte dann an Dundee United. 1985 kam der Linzer LASK ebenfalls über Baník Ostrava in Runde 2 und schlug dort daheim Inter Mailand sensationell durch ein Tor von Johann Gröss 1:0. Auswärts setzte es allerdings ein 0:4, wobei Alessandro Altobelli gleich drei Mal traf. Der UEFA-Cup-Zeit folgte der Abstieg 1988/89 auf dem Fuße, 1993/94 gelang die Rückkehr in die Bundesliga, gemeinsam mit dem Rivalen FC Linz. Der damals 27-jährige LASK-Torhüter Josef Schicklgruber blieb 1241 Minuten (13 Spiele) ohne Gegentor und war somit ausschlaggebend für den Aufstieg.

### Fusion mit dem FC Linz und Rieger-Affäre
Im Jahr 1995 schlitterte der Klub in eine finanzielle Krise, als der LASK mit einer Schuldenlast von 25 Millionen Schilling zahlungsunfähig wurde. Es wurde am 20. März 1995 Konkurs angemeldet, jedoch gelang es dem Verein im Wege eines Zwangsausgleichs der Liquidierung zu entgehen. Die Gläubiger gaben sich mit der 20-prozentigen Quote zufrieden, sodass der Verein saniert werden konnte. Am 21. Mai 1997 kam es zur hitzig diskutierten und bis heute umstrittenen Fusion mit dem Stadtrivalen und ehemaligen Meister FC Linz zum „LASK Linz“. Zwar nahm der LASK diesen Namen bereits nach dem Konkurs zum 1. Jänner 1996 an, er wurde bis dahin allerdings kaum verwendet und in den damaligen Medien als sichtbarstes Zeichen des neuen Linzer Großklubs gewertet und popularisiert. Im zehn Tage nach der Fusion stattfindenden obsoleten Meisterschaftsspiel in der vorletzten Runde zwischen dem LASK und dem FC Linz gab man sich kurioserweise eine 0:3-Blöße. In Folge übernahm der LASK einige Spieler des FC Linz, ansonsten wurde der traditionsreiche Arbeiterverein praktisch ausgelöscht.
Per Brogeland wurde 1997 als Cheftrainer verpflichtet, und die Mannschaft wurde zahlreich verstärkt, es kam unter anderem Geir Frigård, der daraufhin österreichischer Torschützenkönig wurde. Überschattet wurde die folgende Saison durch den sogenannten „Rieger-Skandal“. Der damalige LASK-Präsident Wolfgang Rieger schlitterte einerseits mit seiner Rieger-Bank in den Konkurs, die finanziellen Verflechtungen mit dem Verein blieben der Öffentlichkeit jedoch verborgen. Durch den Verkauf der Leistungsträger konnte der Verein zwar saniert werden, den baldigen sportlichen Abstieg konnte man allerdings nicht verhindern. In der Saison 1998/99 erreichte man noch das ÖFB-Cup-Finale unter dem Trainer Marinko Koljanin, welches gegen den SK Sturm Graz erst im Elfmeterschießen verloren wurde. Durch den Meistertitel von Sturm Graz war der LASK trotz Niederlage für den UEFA-Cup spielberechtigt, schied dann gleich in der ersten Runde des Bewerbs gegen Steaua Bukarest aus.

### Beginn der Ära Reichel
Der finanziell vor dem Aus stehende Verein verhandelte in der darauffolgenden Zeit intensiv mit verschiedenen Investorengruppen. Einig wurde man sich nach sehr langen, zähen und umstrittenen Verhandlungen mit einer Investorengruppe rund um Peter Michael Reichel, der seit Februar 2000 auch das Präsidentenamt innehatte. In der Saison 2000/01 stieg der Verein dann schließlich aus der obersten Spielklasse ab und spielte auch in der zweiten Spielklasse lange Zeit keine führende Rolle mehr: Am 13. August 2004 setzte es sogar eine 0:8-Heimniederlage gegen den FC Kärnten. Erst nach mehreren Jahren der Aufbauarbeit, etlichen Trainerexperimenten und Spielen vor nur ein paar hundert Zusehern gelang es, die Schlagzeilen wieder ins Positive umzukehren und den LASK zu einem wirtschaftlichen und sportlichen Aufwärtstrend zu führen. Nachdem man in der Saison 2004/05 sogar in Abstiegsgefahr geraten war, wurden routinierte Spieler wie Ivica Vastić, Aleš Čeh, Željko Milinovič und Trainer Werner Gregoritsch verpflichtet. 2006 beendete der LASK als klarer Aufstiegsfavorit die Saison als Vizemeister der zweitklassigen Ersten Liga hinter SCR Altach.

### Rückkehr in die Bundesliga
2007 schließlich schaffte man mit Trainer Karl Daxbacher endlich den vielumjubelten Aufstieg in die Bundesliga – nach 6 Jahren in der Zweitklassigkeit. Dort konnte man sich auf Anhieb etablieren und wieder um die 10.000 Zuseher zu Heimspielen locken. Die Aufstiegssaison beendete der LASK auf dem 6. Platz, Aufstiegstrainer Daxbacher wechselte daraufhin nach einer Schlammschlacht mit Präsident Reichel bezüglich seines Handschlagvertrags zurück zu seinem Stammverein Austria. Es folgte eine turbulente zweite Saison in der Bundesliga, in der mit Andrej Panadic, Klaus Lindenberger (setzte sich als Sportdirektor selbst als Trainer ein, wurde wegen Erfolglosigkeit von Reichel gekündigt) und zuletzt Hans Krankl (für die letzten Spiele) gleich drei Trainer verschlissen wurden. Sportlich war die Saison sehr durchwachsen – bis zum Ende kämpfte man gegen den Abstieg um am Ende auf Platz 7 zu landen. Die wichtigen Oldies Michael Baur und Ivica Vastić beendeten nach Saisonende ihre höchst erfolgreichen Karrieren.

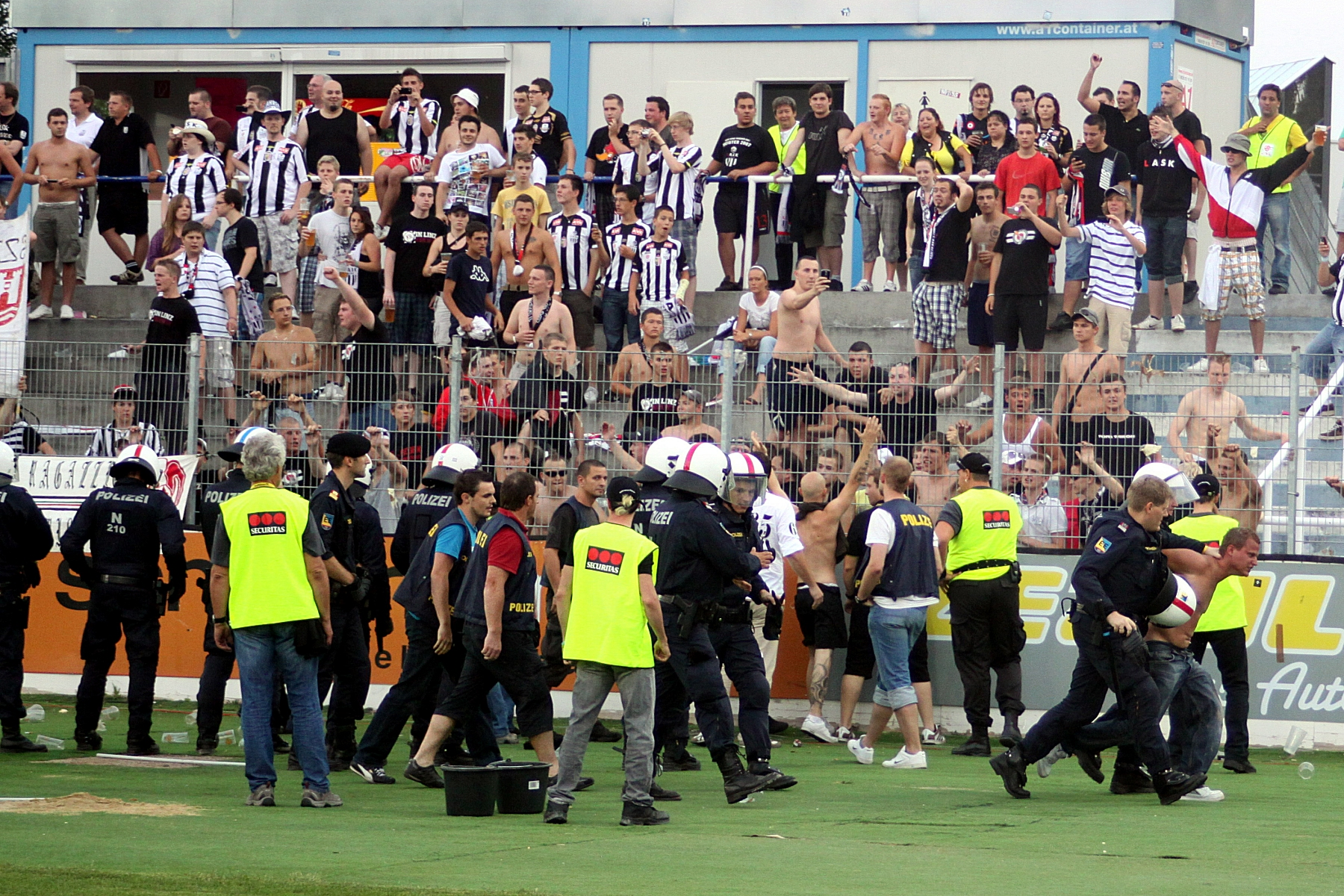
Versuchter Platzsturm von LASK-Fans in Wiener Neustadt am 17. Juli 2010

Zur Saison 2009/10 kam mit Matthias Hamann ein unerfahrener, ehemaliger Spieler als Trainer und Sportdirektor zum LASK. In der Winterpause zerstritt sich Hamann mit Präsident Reichel und am 5. Februar 2010, genau eine Woche vor dem Meisterschaftsstart, wurde Helmut Kraft als neuer Trainer präsentiert. Die Saison 2009/10 beendete der LASK erneut im Mittelfeld auf Tabellenplatz 7.
Nach dem Misserfolg in der Herbstsaison löste Georg Zellhofer Kraft als Trainer ab, wurde jedoch nach kurzer Zeit von Walter Schachner abgelöst. Am Ende der Saison 2010/11 musste der LASK schließlich wieder in die zweitklassige Erste Liga absteigen. Der Versuch des sofortigen Wiederaufstiegs in die höchste österreichische Spielklasse misslang.

### 2012 Zwangsabstieg in den Amateurbereich und abgewendeter Konkurs
Am 30. April 2012 wurde dem Verein von der österreichischen Bundesliga die Lizenz für die Saison 2012/13 verweigert.
Zur Saison 2012/13 löste Karl Daxbacher Walter Schachner als Trainer des LASK ab. Daxbacher war schon 2006 bis 2008 Trainer des LASK und hatte sich damals im Streit mit Präsident Reichel vom LASK getrennt. Der LASK wurde in der Saison 2012/13 Meister der Regionalliga Mitte und qualifizierte sich damit für die Relegationsspiele gegen den FC Liefering, Meister der Regionalliga West. Der oberösterreichische Traditionsklub war gegen die von Red Bull gesponserten Lieferinger völlig chancenlos und verlor das Auswärtsspiel in Salzburg mit 0:2 und das Heimspiel gar mit 0:3. Damit wurde der Wiederaufstieg in die Erste Liga verfehlt. Während des Heimspiels kam es zu Ausschreitungen der enttäuschten Fans. Da gleichzeitig der Lokalrivale Blau-Weiß Linz aus der Ersten Liga absteigen musste, war die Stadt Linz in der Saison 2013/14 erstmals seit der Gründung der österreichischen Bundesliga im Jahr 1974 mit keinem Klub in den obersten zwei Fußballligen des Landes vertreten.
In der Saison 2013/14 verließ der LASK aus Kostengründen seine übliche Heimstätte auf der Gugl und spielte stattdessen, trotz Protest der Fans, zeitweise in Schwanenstadt. Am 9. Oktober 2013 wurde gemeldet, dass dem Traditionsverein der Konkurs drohe. Im Dezember 2013 übernahm nach einer außerordentlichen Vollversammlung die Investorengruppe „Freunde des LASK“ um den neuen Präsidenten Wolf-Dieter Holzhey den Verein. Somit endete die „Ära Reichel“ nach über 13 Jahren.
In der Rückrunde der Regionalliga-Saison 2013/14 gelang erneut der Gewinn des Meistertitels und somit die Qualifikation für die Relegation gegen den Neunten der Ersten Liga, den SC-ESV Parndorf 1919. Dort setzte man sich auswärts mit 1:0 durch, im Heimspiel gelang vor 10.000 begeisterten Zuschauern ein 1:1, womit der Wiedereinstieg in den Profifußball gelungen war.
Wieder zurück in der zweiten Spielklasse wurde der Durchmarsch in die Bundesliga als Ziel ausgegeben. Die Mannschaft wurde dementsprechend mit vielen bekannten Spielern, die bereits Bundesligaerfahrung haben, verstärkt. Den Herbst beendete die Mannschaft auf dem ersten Platz, startete jedoch schwach ins Frühjahr. Nach einer Niederlage gegen den SV Mattersburg, der in der Zwischenzeit die Tabellenführung übernommen hatte, entließ der Verein im März 2015 Trainer Karl Daxbacher und machte Martin Hiden zum neuen Übungsleiter. Nach lediglich acht Punkten aus neun Spielen wurde für die letzten drei Runden Alfred Olzinger zum Cheftrainer ernannt, Hiden übernahm die Rolle des Co-Trainers. Der LASK beendete die Saison hinter dem Meister und Aufsteiger Mattersburg und Liefering auf Platz 3.
Am 25. Mai 2015 wurde bekanntgegeben, dass Oliver Glasner, zu diesem Zeitpunkt noch Trainer der SV Ried, zur nächsten Saison als Cheftrainer und Sportdirektor zum LASK wechselt. Die Saison 2015/16 beendete der LASK auf dem zweiten Platz.
Im März 2017 wurde das Logo des LASK überarbeitet und der Schriftzug „Linz“ aus dem Logo entfernt.

### Aufstieg in die Bundesliga und Erfolge im Europapokal
In der Saison 2016/17 gelang dem LASK mit 77 Punkten die Meisterschaft der ersten Liga. Somit konnte nach sechs Jahren in der zweiten bzw. der dritten Leistungsstufe der Aufstieg in die Bundesliga fixiert werden. Die Aufstiegssaison 2017/18 beendeten die Oberösterreicher auf dem vierten Tabellenplatz. Schon einige Runden vor Saisonende stand die Teilnahmeberechtigung an der Qualifikation zur Europa League fest.
Der LASK stieg in der Europa League 2018/19 in der zweiten Qualifikationsrunde ein, in der man den norwegischen Vertreter Lillestrøm SK mit einem 4:0-Heimsieg sowie einem 2:1-Auswärtssieg ausschalten konnte. In der dritten Qualifikationsrunde scheiterte der LASK schließlich denkbar knapp an Besiktas Istanbul. Man verlor das Hinspiel in Istanbul mit 0:1. Der 2:1-Heimsieg im Rückspiel reichte aufgrund der Auswärtstorregel nicht zum Aufstieg.
In der österreichischen Meisterschaft 2018/19 gelang mit dem 2. Platz und damit dem Vizemeistertitel die beste Platzierung seit dem Meisterjahr 1965. Am Ende der Saison verließ Erfolgstrainer Glasner den Verein mit seinem Vertragsende und ging nach Deutschland zum VfL Wolfsburg. Sein Nachfolger wurde Valérien Ismaël.

### 2019/20
Der LASK beendete den Grunddurchgang der österreichischen Fußballmeisterschaft 2019/20 mit 54 Punkten auf dem ersten Platz. In der abschließenden Meistergruppe belegte man schlussendlich den 4. Platz, der gleichzeitig zur 2. Qualifikationsrunde zur UEFA Europa League berechtigte.
Wegen Verstößen des Teams um Trainer Valérien Ismaël gegen Hygiene-Regeln im Trainingsbetrieb während der Corona-Pandemie 2020 wurden dem Verein in der Bundesligasaison 2019/20 vier Punkte abgezogen. Weiterhin wurde eine Geldstrafe in Höhe von 75.000 Euro verhängt. Der LASK akzeptierte die Strafe.
In der dritten Qualifikationsrunde zur UEFA Champions League setzte sich der LASK gegen den favorisierten Schweizer Verein FC Basel durch. Im Play-off scheiterte man an Club Brügge aus Belgien mit dem Gesamtscore 1:3 und stieg in die Gruppenphase der Europa League um, wo man in der Gruppe mit Sporting Lissabon, PSV Eindhoven und Rosenborg Trondheim sensationell als Gruppenerster in die K.o.-Runde aufstieg. Im Sechzehntelfinale schlug man AZ Alkmaar und erreichte somit das Achtelfinale, wo Manchester United wartete. Durch die COVID-19-Pandemie fand das Heimspiel am 12. März, wenige Tage vor dem europaweiten Lockdown, ohne Zuschauer statt und der LASK verlor 0:5. Im Rückspiel, das erst 5 Monate später, ebenfalls ohne Zuschauer im Old Trafford stattfand, verlor man nach Führung 1:2.
Im Juli 2020 trennte sich der LASK überraschend nach nur einer Saison von Trainer Ismaël und präsentierte Dominik Thalhammer als Nachfolger.

### 2020/21
Der LASK beendete die österreichische Fußballmeisterschaft 2020/21 auf dem vierten Platz. Nur nach der 1. Runde und der 32. Runde lagen die Linzer dabei nicht in den Top 3. Zudem war der LASK nach der 10. Runde sogar einmal in dieser Saison der Tabellenführer. Der LASK holte dabei insgesamt 13 Auswärtssiege in dieser Saison. Der bisherige Bestwert des FK Austria Wien (1985/86 und 2012/13) wurde damit eingestellt.
Im ÖFB Cup konnte der LASK ins Finale ziehen. Vor aufgrund der Coronavirus-Pandemie leeren Rängen wurde das Finale in Klagenfurt 0:3 (0:1) gegen Red Bull Salzburg verloren.
Im Europacup spielte der LASK die nächste starke Saison in der UEFA Europa League 2020/21. Der LASK stieg dabei in der 2. Qualifikationsrunde der UEFA Europa League ein. Die Qualifikationsspiele wurden jeweils ohne Rückspiel in einem Spiel entschieden. So gewann der LASK in der 2. Runde im Linzer Stadion gegen DAC Dunajská Streda 7:0, den höchsten Sieg des LASK in der Europapokalgeschichte und zog im Anschluss im Play-off auswärts bei Sporting Lissabon mit einem 4:1 in die Gruppenphase der UEFA Europa League 2020/21 ein. Der LASK lieferte aber ausgerechnet im wichtigsten Spiel des Herbstes gegen Royal Antwerpen die schwächste Leistung ab. Nachdem die Athletiker auswärts noch gegen Antwerpen siegen konnte, mussten sie im Rückspiel gegen die Belgier die einzige Saison-Pleite auf der Gugl hinnehmen. Dank einem prestigeträchtigen Remis gegen Tottenham und zwei turbulenten Siegen über Ludogorets Razgrad beendeten die Linzer die Europa-League-Gruppenphase schließlich mit zehn Zählern als mit Abstand bester Dritter des gesamten Bewerbs.

### 2021/22
Mit dem 4. Platz in der Meistergruppe der österreichischen Fußballmeisterschaft 2020/21 stand die Teilnahmeberechtigung an der Qualifikation zur neuen UEFA Europa Conference League 2021/22 fest. Der LASK musste bereits in der 3. Qualifikationsrunde der UEFA Europa Conference League antreten. Zwei Siege gegen den FK Vojvodina ebneten den Weg in das Play-off. Gegner war hier der schottische Verein FC St. Johnstone. Mit einem Gesamtscore von 3:1 gelang der Einzug in die erstmals ausgetragene UEFA Europa Conference League Gruppenphase. Die Linzer, die bei der Auslosung in Nyon als allererstes Team der UEFA Europa Conference League Auslosungsgeschichte gezogen worden waren, trafen in Gruppe A auf Maccabi Tel Aviv aus Israel, den armenischen Debütanten Alaschkert Martuni und den finnischen Traditionsclub HJK Helsinki. Mit einem 2:0 gegen den armenischen Vertreter Alaschkert Martuni gelang bereits im 4. Gruppenspiel vorzeitig souverän der Aufstieg in die Finalrunde der UEFA Europa Conference League 2021/22. Schlussendlich konnte man die Gruppe A ungeschlagen mit 16 Punkten (von 18 möglichen Punkten) als bester Verein der UEFA Europa Conference League 2021/22 Gruppenphase abschließen. Zum zweiten Mal innerhalb von drei Saisonen stand der Verein fix in einem Fußball-Europacup-Achtelfinale, wo die Linzer jedoch gegen Slavia Prag ausschieden. Damit schob sich der LASK auch in die Top-50 (Rang 48) in der UEFA-Fünfjahreswertung vor und ist dort die zweitbeste Mannschaft aus Österreich. Diese Platzierung fuhr man in nur vier Jahren ein. Im Achtelfinale war dann gegen Slavia Prag Schluss, nach einer 1:4-Auswärtsniederlage gewann der LASK das Rückspiel zwar mit 4:3, schied aber durch den Gesamtscore aus.
International wurden in dieser Saison die Heimspiele (Qualifikation und Gruppenphase) in der UEFA Europa Conference League im Klagenfurter Wörthersee Stadion austragen. Das Achtelfinale hingegen in der NV Arena St. Pölten. Am 9. Oktober 2021 fand der Spatenstich für das neue Heimstadion auf der Gugl statt.
Im Sommer 2021 gründete der LASK eine eigene Frauenabteilung die mit einer Kampfmannschaft in der LT1 OÖ-Liga Frauen (3. Leistungsstufe in Österreich) gestartet wurde. Auch in der Vergangenheit gab es bereits eine Frauenmannschaft, nämlich seit 2004/05 die LASK Ladies.

### 2022/23
2023 beendete der LASK die Österreichische Fußballmeisterschaft 2022/23 mit dem 3. Platz in der Meistergruppe und qualifizierte sich damit für die Play-offs zur UEFA Europa League 2023/24. Das neue Heimstadion, die Raiffeisen Arena, wurde Ende Februar 2023 bei einem Heimspiel gegen den SC Austria Lustenau eröffnet.

### 2023/24
Die Österreichische Fußballmeisterschaft 2023/24 beendete der LASK erneut mit dem 3. Platz in der Meistergruppe und qualifizierte sich damit für die Play-offs zur UEFA Europa League 2024/25. International schaffte man die Qualifikation für die Gruppenphase der Europa League, in der man aber in einer Gruppe mit dem FC Liverpool als Schlusslicht scheiterte.

### 2024/25
Am 31. Mai 2024 gab der Verein die Verpflichtung von Jérôme Boateng, der 2014 mit Deutschland Weltmeister wurde, bekannt. Die Verpflichtung wurde von zahlreichen Linzer Fans aufgrund laufender Verfahren gegen Boateng wegen Körperverletzung, sowie dessen Rolle beim Suizid von Kasia Lenhardt kritisiert. Nach vier Niederlagen in Folge gab der LASK am 3. September 2024 die Trennung vom bisherigen Cheftrainer Thomas Darazs sowie von Sportdirektor Radovan Vujanovic bekannt. Beide Positionen übernimmt Markus Schopp. Der LASK beendete den Grunddurchgang nur auf Rang 7 und verpasste damit die Meistergruppe knapp. In der Qualifikationsgruppe legte der Verein einen Auftakt nach Maß hin, die ersten vier Spiele wurden allesamt gewonnen. Dennoch verkündete der Verein Ende April 2025 die überraschende Trennung von Markus Schopp.

## Kampfmannschaft

### Trainerteam
Stand: 1. Juli 2025
| Funktion        | Name                | Geburtsdatum | Nationalität | beim Verein seit | letzter Verein          |
| --------------- | ------------------- | ------------ | ------------ | ---------------- | ----------------------- |
| Trainer         | João Sacramento     | 31.01.1989   | Portugal     | 07/2025          | Co-Trainer al-Duhail SC |
| Co-Trainer      | Maximilian Ritscher | 11.01.1994   | Osterreich   | 07/2025          | Interimstrainer         |
| Co-Trainer      | Abel Pimenta        | 25.05.1992   | Portugal     | 07/2025          | Stade Rennes            |
| Torwart-Trainer | Philip Großalber    | 12.09.1989   | Osterreich   | 07/2019          | SK Vorwärts Steyr       |
| Torwart-Trainer | Ricardo Pereira     | 06.04.1974   | Portugal     | 07/2025          | Real Valladolid         |
| Athletiktrainer | Leopold Angerer     | 09.09.1991   | Deutschland  | 07/2024          | FC Red Bull Salzburg    |
| Athletiktrainer | Rui Lemos           | 07.01.1992   | Portugal     | 07/2025          | Vitória Guimarães       |

### Aktueller Kader
Stand: 19. August 2025
| Rücken- nummer | Name                    | Geburtsdatum | Nationalität       | beim Verein seit | letzter Verein                 |          |
| Torhüter       | Torhüter                | Torhüter     | Torhüter           | Torhüter         | Torhüter                       | Torhüter |
| -------------- | ----------------------- | ------------ | ------------------ | ---------------- | ------------------------------ | -------- |
| 01             | Lukas Jungwirth         | 30.04.2004   | Osterreich         | 01/2023          | LASK Amateure OÖ               |          |
| 33             | Tobias Schützenauer     | 19.05.1997   | Osterreich         | 02/2025          | FC Dinamo Tiflis               |          |
| Verteidigung   |                         |              |                    |                  |                                |          |
| 02             | George Bello            | 22.01.2002   | Vereinigte Staaten | 07/2023          | Arminia Bielefeld              |          |
| 06             | Melayro Bogarde         | 28.05.2002   | Niederlande        | 07/2024          | TSG 1899 Hoffenheim II         |          |
| 16             | Andrés Andrade          | 16.10.1998   | Panama             | 07/2023          | Arminia Bielefeld              |          |
| 20             | Kasper Jørgensen        | 07.11.1999   | Danemark           | 07/2025          | Aalborg BK                     |          |
| 41             | Emmanuel Michael        | 16.06.2006   | Nigeria            | 01/2025          | LASK Amateure OÖ               |          |
| 43             | João Victor Tornich     | 06.11.2002   | Brasilien          | 08/2025          | Portimonense SC (Leihe)        |          |
| 48             | Modou Kéba Cissé        | 04.08.2005   | Senegal            | 09/2024          | LASK Amateure OÖ               |          |
| Mittelfeld     |                         |              |                    |                  |                                |          |
| 04             | Ismaila Coulibaly       | 25.12.2000   | Mali               | 01/2025          | Sheffield United               |          |
| 05             | Art Smakaj              | 04.02.2003   | Kosovo             | 07/2025          | Lokomotiva Zagreb              |          |
| 13             | Adetunji Rasaq Adeshina | 02.12.2004   | Nigeria            | 07/2025          | FK Novi Pazar                  |          |
| 14             | Valon Berisha           | 07.02.1993   | Kosovo             | 01/2024          | vereinslos (zuvor Stade Reims) |          |
| 15             | Mohamed Sanogo          | 02.11.2003   | Mali               | 01/2025          | First Vienna FC                |          |
| 29             | Florian Flecker         | 29.10.1995   | Osterreich         | 07/2021          | TSV Hartberg                   |          |
| 30             | Sascha Horvath          | 22.08.1996   | Osterreich         | 08/2021          | TSV Hartberg                   |          |
| 44             | Lukas Kačavenda         | 02.03.2003   | Kroatien           | 07/2025          | Dinamo Zagreb (Leihe)          |          |
| Angriff        |                         |              |                    |                  |                                |          |
| 07             | Samuel Adeniran         | 30.09.1998   | Vereinigte Staaten | 01/2025          | Philadelphia Union             |          |
| 08             | Moses Usor              | 05.02.2002   | Nigeria            | 01/2023          | Slavia Prag                    |          |
| 09             | Kryštof Daněk           | 05.01.2003   | Tschechien         | 02/2025          | Sparta Prag (Leihe)            |          |
| 11             | Maximilian Entrup       | 25.07.1997   | Osterreich         | 07/2024          | TSV Hartberg                   |          |
| 19             | Lenny Pintor            | 05.08.2000   | Frankreich         | 07/2023          | AS Saint-Étienne               |          |
| 27             | Christoph Lang          | 07.01.2002   | Osterreich         | 02/2025          | SK Rapid Wien                  |          |

### Transfers
Stand: 19. August 2025
| Zugänge: | Abgänge: |
| Sommer 2025 | Sommer 2025 |
| --- | --- |
| - Adetunji Rasaq Adeshina (FK Novi Pazar) - Kasper Jørgensen (Aalborg BK) - Lukas Kačavenda (Dinamo Zagreb, Leihe) - Art Smakaj (Lokomotiva Zagreb) - João Victor Tornich (Portimonense SC, Leihe) | - Branko Jovičić (FK TSC) - Tobias Lawal (KRC Genk) - Ivan Ljubić (Apollon Limassol) - Ibrahim Mustapha (FK Vojvodina) - Enis Safin (Pendikspor) - Clemens Steinbauer (Admira Wacker) - Filip Stojković (Buriram United) - Marco Sulzner (Wolfsberger AC) - Philipp Ziereis (SpVgg Greuther Fürth) - Robert Žulj (Buriram United) - Jérôme Boateng (vereinslos) - Adil Taoui (vereinslos) - Alexis Tibidi (vereinslos) - Hrvoje Smolčić (Eintracht Frankfurt, Leih-Ende) |

## Meistermannschaften
- 1930/31: Hörschläger; Schaffelhofer, Oder, Winkler, Mayrhofer, Russ, Pfatschbacher, Gurtner, Jordan, Weiss, Watzke, Doppler – Trainer Sepp Gurtner.
- 1964/65: Kitzmüller, Harreither; Trubrig, Pichler, Szabó, Oberparleitner; Sturmberger, Blutsch, Kozlicek I, Liposinovic, Carlos „Chico“ Lima, Kozlicek II, Fürst, Kondert, Viehböck, Sabetzer, Köglberger, Zechmeister; Trainer: František Bufka

## Torschützenkönige
→ Liste der Fußball-Torschützenkönige (Österreich)
- 1975 Helmut Köglberger mit 22 Toren – davon 9 für den FK Austria Wien
- 1998 Geir Frigård mit 23 Toren
- 2006 Ivica Vastić mit 19 Toren (Erste Liga)
- 2007 Ivica Vastić mit 23 Toren (Erste Liga)
- 2013 Radovan Vujanović mit 32 Toren (Regionalliga Mitte)

## Trainerhistorie

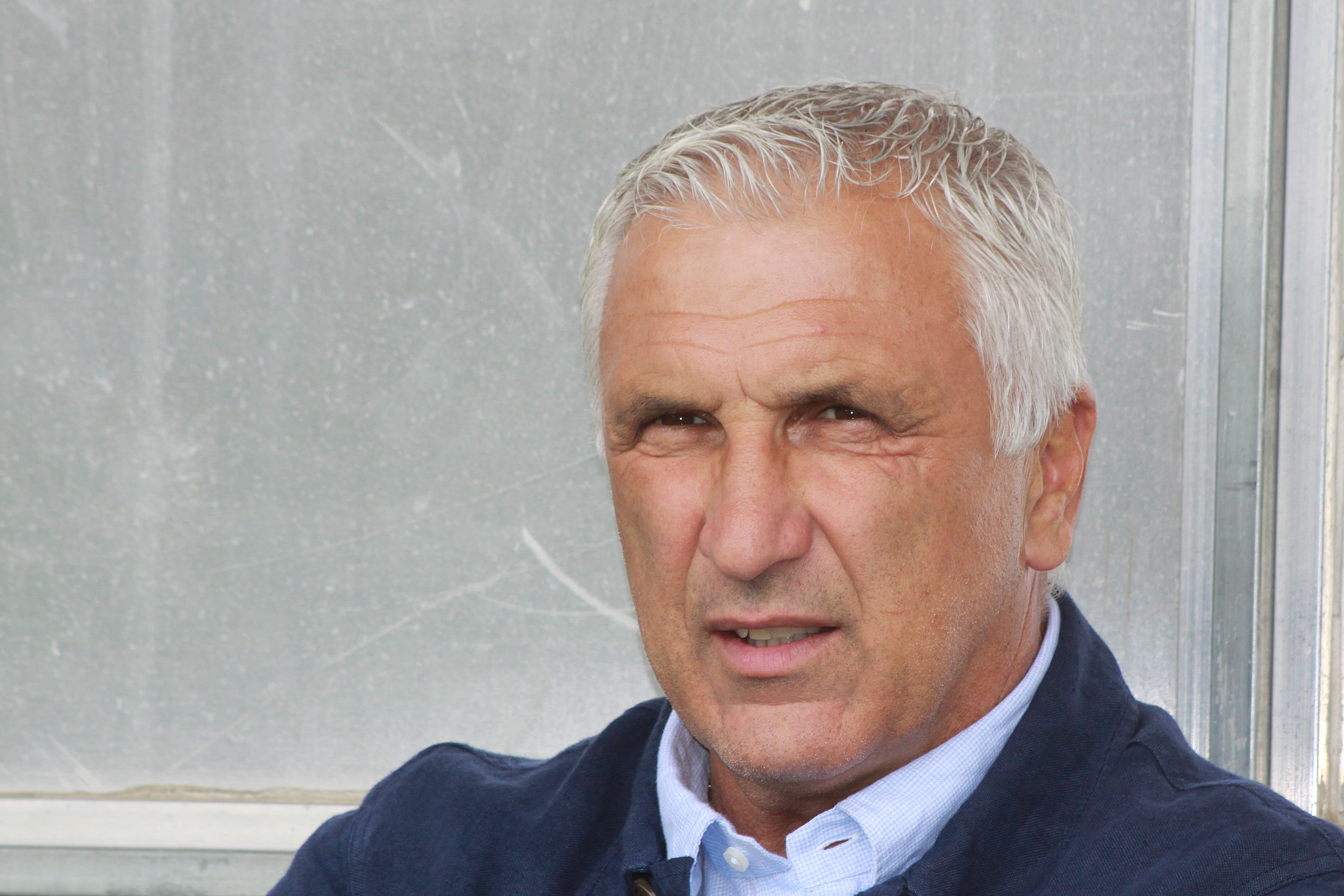
Hans Krankl

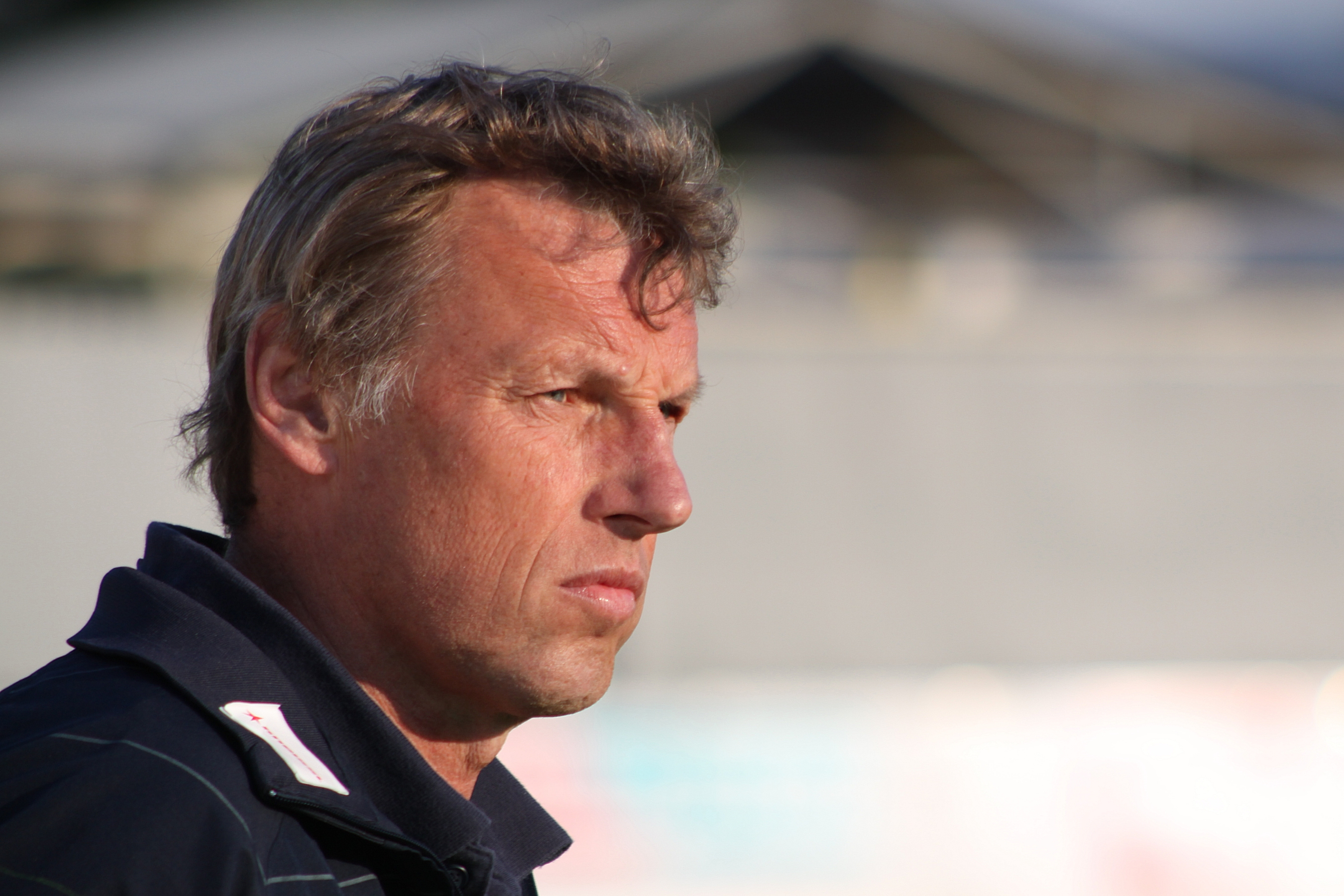
Karl Daxbacher

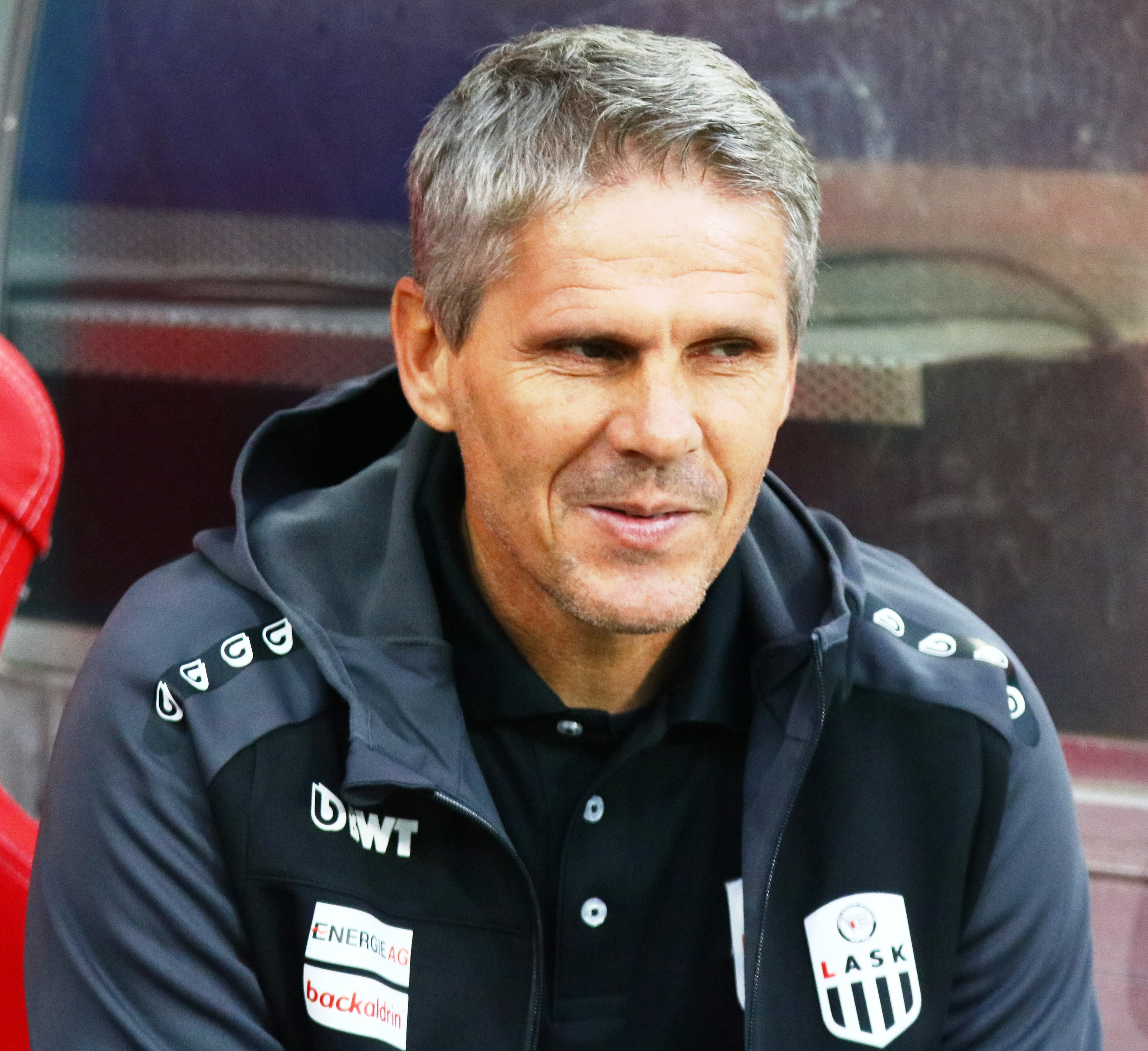
Dietmar Kühbauer

| Amtszeit  | Trainer          |
| --------- | ---------------- |
| 1946–1950 | Georg Braun      |
| 1950–1953 | Walter Alt       |
| 1953–1955 | Ernst Sabeditsch |
| 1955–1956 | Josef Pojar      |
| 1956–1958 | Ludwig Lutz      |
| 1958–1960 | Josef Epp        |
| 1960–1962 | Nándor Cserna    |
| 1962–1964 | Karl Schlechta   |
| 1965–1968 | František Bufka  |
| 1969–1970 | Vojtěch Skyva    |
| 1970–1972 | Wilhelm Kment    |
| 1972–1974 | Otto Barić       |
| 1974–1976 | Felix Latzke     |
| 1976–1978 | Wilhelm Huberts  |
| 1978–1983 | Adolf Blutsch    |
| 1983–1987 | Johann Kondert   |
| 1987      | Adolf Blutsch    |
| 1987–1988 | Ernst Hlozek     |
| 1988      | Ernst Knorrek    |
| 1989      | Lothar Buchmann  |

| Amtszeit  | Trainer             |
| --------- | ------------------- |
| 1989–1990 | Alexander Mandziara |
| 1990      | Adolf Blutsch       |
| 1990      | Ernst Weber         |
| 1990–1991 | Erwin Spiegel       |
| 1991–1993 | Helmut Senekowitsch |
| 1993      | Dietmar Constantini |
| 1993–1995 | Walter Skocik       |
| 1995–1996 | Günther Kronsteiner |
| 1996      | Max Hagmayr         |
| 1996–1997 | Friedel Rausch      |
| 1997–1998 | Per Brogeland       |
| 1998      | Adam Kensy          |
| 1998–1999 | Otto Barić          |
| 1999–2000 | Marinko Koljanin    |
| 2000–2001 | Johann Kondert      |
| 2001      | František Cipro     |
| 2001      | Johann Kondert      |
| 2001–2002 | Hans-Dieter Mirnegg |
| 2002–2003 | Norbert Barisits    |
| 2003      | Robert Hoffmann     |

| Amtszeit  | Trainer            |
| --------- | ------------------ |
| 2003–2004 | Gert Trafella      |
| 2004      | Norbert Barisits   |
| 2004      | Klaus Lindenberger |
| 2004–2006 | Werner Gregoritsch |
| 2006–2008 | Karl Daxbacher     |
| 2008      | Andrej Panadić     |
| 2008–2009 | Klaus Lindenberger |
| 2009      | Hans Krankl        |
| 2009–2010 | Matthias Hamann    |
| 2010      | Helmut Kraft       |
| 2010–2011 | Georg Zellhofer    |
| 2011–2012 | Walter Schachner   |
| 2012–2015 | Karl Daxbacher     |
| 2015      | Martin Hiden       |
| 2015      | Alfred Olzinger    |
| 2015–2019 | Oliver Glasner     |
| 2019–2020 | Valérien Ismaël    |
| 2020–2021 | Dominik Thalhammer |
| 2021–2022 | Andreas Wieland    |
| 2022–2023 | Dietmar Kühbauer   |

| Amtszeit  | Trainer             |
| --------- | ------------------- |
| 2023–2024 | Thomas Sageder      |
| 2024      | Thomas Darazs       |
| 2024–2025 | Markus Schopp       |
| 2025      | Maximilian Ritscher |
| 2025-     | João Sacramento     |

## Europacup-Statistik
siehe: LASK/Europapokalstatistik

## Erfolge

### International
- Europapokal
  - 2 × Zweite Runde Europapokal (Sechzehntelfinale): 1984, 1985 (UC)
  - 1 × UEFA Champions League Play-off: 2019/20
  - 3 × Gruppenphase UEFA Europa League: 2019/20, 2020/21, 2023/24
    - 1 × UEFA Europa League-Achtelfinale gegen Manchester United: 2020

  - 2 × Gruppenphase UEFA Europa Conference League: 2021/22, 2024/25
    - 1 × UEFA Europa Conference League-Achtelfinale gegen Slavia Prag: 2022

### National
- Österreichische Meisterschaft
  - 1 × Österreichischer Meister: 1965
  - 2 × Österreichischer Vizemeister: 1962, 2019
  - 1 × Österreichischer Amateurmeister: 1931
  - 1 × Österreichischer Vize-Amateurmeister: 1932
  - 5 × Österreichischer Zweitliga-Meister: 1958 (B-Liga) 1979, 1994 (2. Division), 2007, 2017 (Erste Liga)

- Österreichischer Cup
  - 1 × Österreichischer Cupsieger: 1965
  - 5 × Österreichischer Cupfinalist: 1963, 1967, 1970, 1999, 2021

### Regional
- 15 × Oberösterreichischer Landesmeister: 1924, 1925, 1926, 1927, 1929, 1930, 1931, 1932, 1936, 1939, 1947, 1948, 1950, 2001 (Amateure), 2003 (Amateure)
- 3 × Meister Regionalliga Mitte (3. Spielstufe in Österreich): 2011 (Amateure), 2013, 2014
- 6 × Oberösterreichischer Cupsieger: 1929, 1931, 1932, 1935, 1937, 1946
- 1 × 2. Klasse Mitte (8. Spielstufe) 2013/14 (Amateure) SPG LASK / ASKÖ Linz Zöhrdorf

## Fans
Zu den größten und aktivsten Fanclubs gehören die Linzer Jungs (2011), Linz City Group (2014), Südachse (2019), Viking Linz (1995) und Commando Urfahr. Seit 2014 organisiert sich die aktive LASK Fanszene unter dem Namen Landstrassler. Bei Heimspielen stehen die Fanclubs hinter einem großflächigen „Landstrassler-Banner“.
Zuvor waren die Boys Lentia einer der aktivsten Fanclubs in der LASK-Kurve, dieser wurde nach dem Verlust des Zaunfetzens aufgelöst. Der älteste noch bestehende Fanclub ist der Fanclub Kommando Kremstal. Sie wurden 1992 gegründet. Die Fanplattform seit1908.at ist die größte Fanplattform des LASK.

### Rivalitäten

#### FC Blau-Weiß Linz
Eine der größten Rivalitäten pflegt der LASK, aufgrund der lokalen Nähe, mit dem ebenfalls stadtansässigen FC Blau-Weiß, welcher der inoffizielle Nachfolger des SK VÖEST Linz ist. Im Jahre 1991 zog sich das Unternehmen VÖEST aus dem Verein zurück. Von nun an trat der Verein zuerst als FC Stahl Linz und 1993 anschließend als FC Linz auf. 1997 folgte eine formelle Fusion mit dem LASK, welcher seinen damaligen Namen offiziell in LASK Linz umänderte. Diese Fusion kam einer de facto Auslöschung des FC Linz gleich. Der FC Blau-Weiß Linz wurde als Nachfolgeklub gegründet. Dieses Lokalduell der beiden Mannschaften genießt auch im Linzer Umland eine starke Popularität.
Das erste Aufeinandertreffen der beiden Kampfmannschaften in einem Pflichtspiel erfolgte in der ersten Runde des ÖFB-Cups 2002/03. In diesem Match schlug der FC Blau Weiß den LASK überraschend mit 3:1. Daraufhin gab es eine lange Zeit keine Pflichtspiele mehr gegeneinander, bis man 2011/12 nach dem Aufstieg des FC Blau-Weiß zum ersten Mal gemeinsam in der Ersten Liga spielte. 2013/14 erfolgte eine gemeinsame Saison in der Regionalliga Mitte, in der der LASK beide Spiele gewinnen konnte. Bis zum Aufstieg des LASK in die oberste österreichische Spielklasse erfolgte ein weiteres gemeinsames Jahr in der Ersten Liga 2016/17.

#### SK Rapid Wien
Eine weitere traditionelle Rivalität besteht zu den Fans der Hauptstädter vom SK Rapid. So gab es beispielsweise in der Vergangenheit gleich nach der Rückkehr der Linzer ins Oberhaus nach fünf Spielzeiten zur Saison 2017/18 im Rahmen des Heimspiels in Pasching wieder gewalttätige Auseinandersetzungen zwischen Anhängern beider Teams.

### Initiative Schwarz-Weiß
Die Trikots des LASKs wurden grundsätzlich immer in den Vereinsfarben Schwarz und Weiß gehalten. Als Ausweichfarbe wurde die Farbe Rot bestimmt, die die Hauptfarbe des Linzer Stadtwappens ist, zu den oberösterreichischen Landesfarben gehört und traditionell auch Teil des Logos des LASK war. Seit 2020 spielt der LASK immer wieder in rosa Trikots, welche die Farben des Sponsors BWT repräsentieren und für Ärger bei den Fans sorgen. Schon ab der Saison 2016/17 gab es Heimtrikots mit Ärmeln im Gelb des Sponsors Raiffeisen. Ziele der Initiative Schwarz-Weiß sind unter anderem Dressen nur in den Farben Schwarz, Weiß und Rot. Darüber hinaus geht es der Initiative um mehr Transparenz über vereinsinterne Vorgänge. Unter dem Slogan „Dressen nur in den Farben, die uns die Gründungsväter gaben“ protestiert die unabhängige Bewegung auch mit Transparenten und Choreographien im Stadion gegen die Kommerzialisierung Fußball und für die Bewahrung der Identifikationsmerkmale.

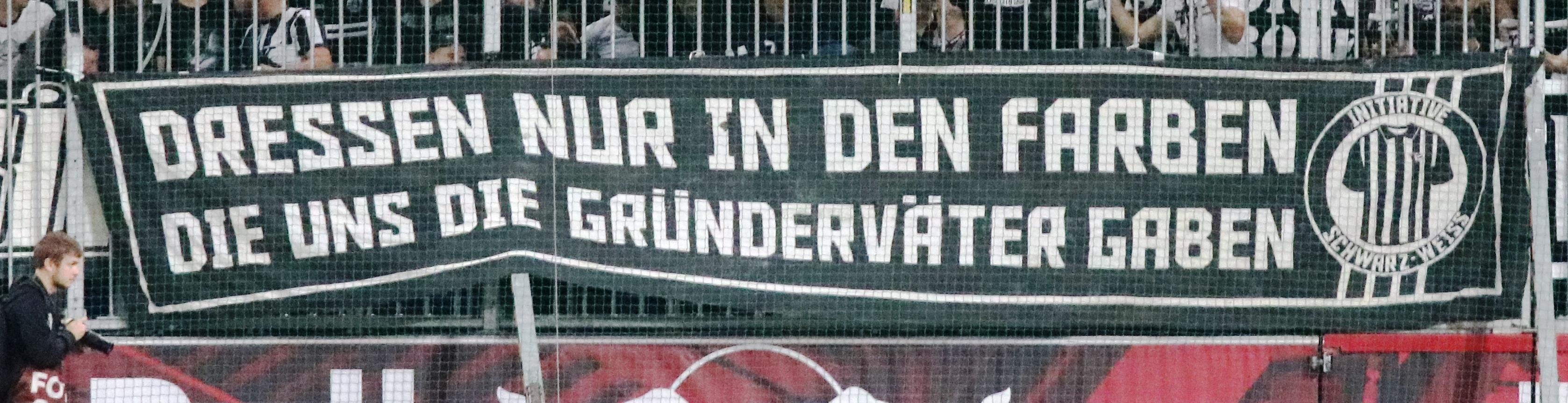
Protesttransparent der Initiative Schwarz-Weiß

## Wappenhistorie

### Änderung 2017
2017 wurde aus dem damaligen Logo der Stadtname „Linz“ entfernt, welcher ohnehin Teil der Abkürzung LASK ist. „Auf vielfachen Wunsch, wird nun schrittweise das neue Logo eingesetzt, wir sind und bleiben der Linzer Athletik-Sport-Klub kurz LASK!“, erklärt der damalige Präsident Siegmund Gruber. Die Bezeichnung LASK Linz kam nach der Fusion mit dem FC Linz 1997 zustande. Auch das Rundwappen im Wappen wurde verändert.

### Zwei Logos seit 2023
Anlässlich der Spielstätten-Rückkehr 2023 des LASKs auf die Gugl wurde das Logo visuell auf das Wesentlichste beschränkt. Dazu wurde auch eine neue Schriftart entwickelt. Das nun nicht mehr im Wappen enthaltene Rundwappen, soll als gleichgestelltes, aber unabhängiges Logo verwendet werden. Das Rundlogo war bereits davor als Logo der Trikot-Eigenmarke „FORZA ASK“ auf den Dressen.

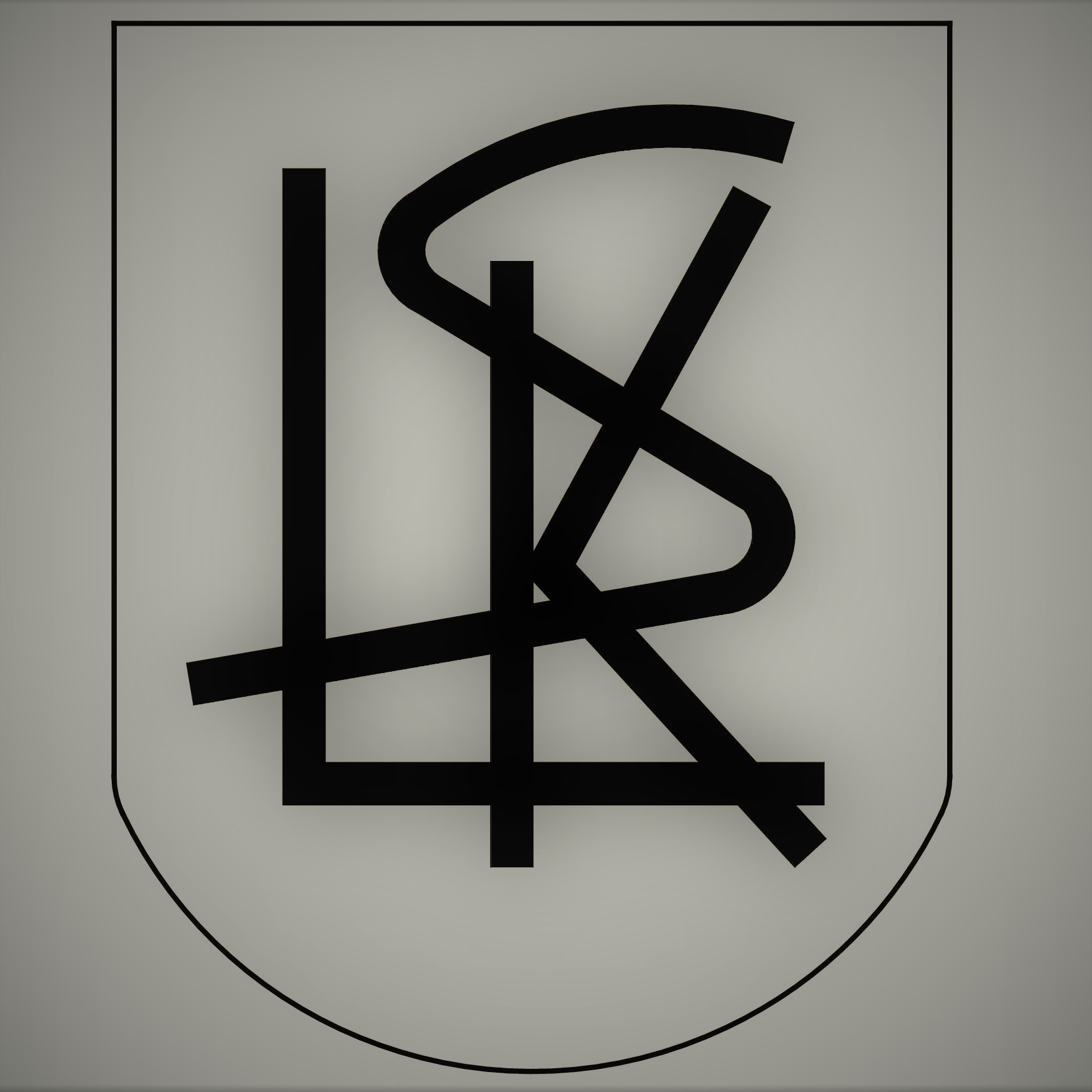
Dieses Logo wurde von 1908 bis 1919 verwendet.
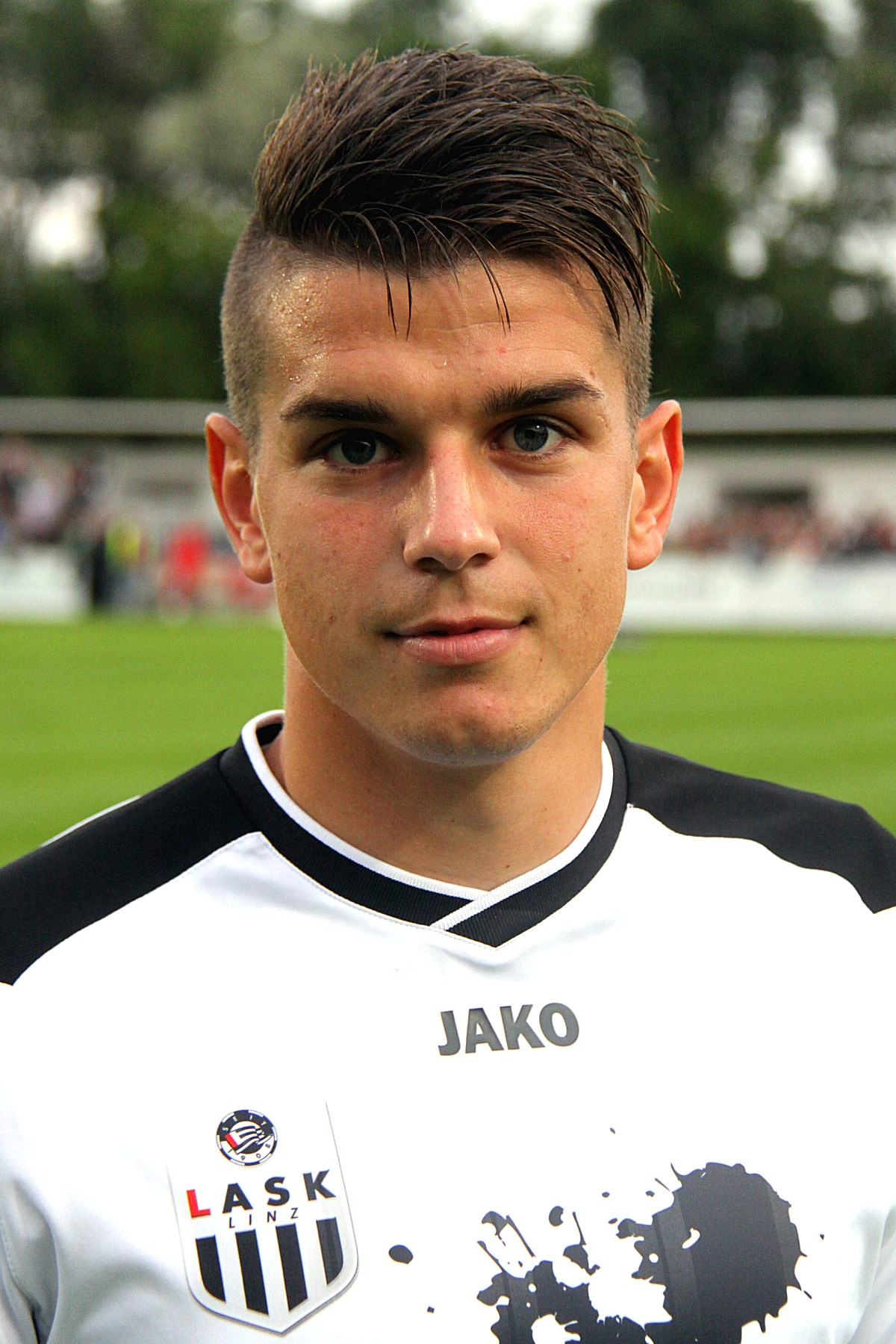
Logo bis 2017: Daniel Kogler 2014 beim Cupspiel gegen Parndorf mit „LASK Linz“-Wappen.
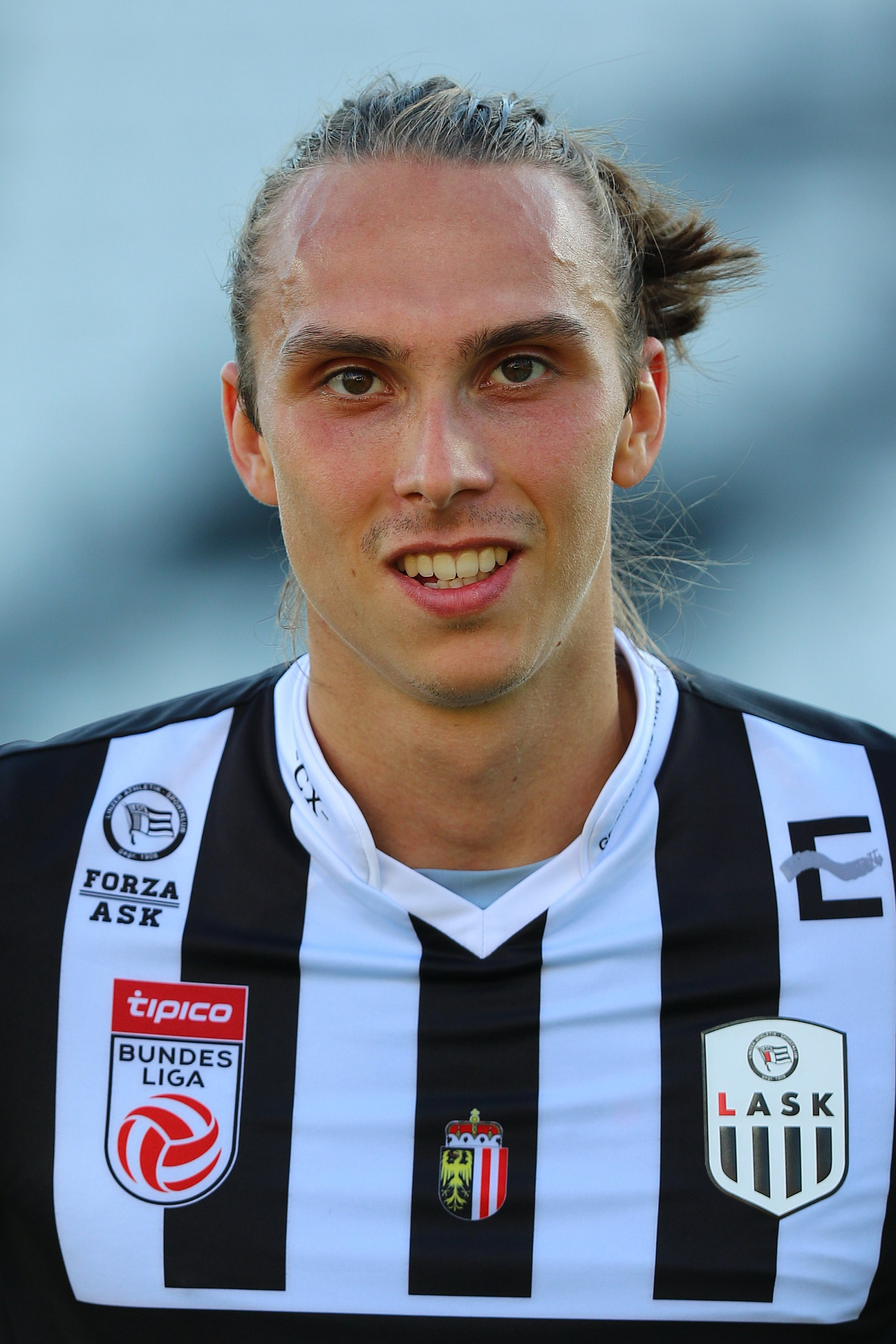
Logo 2017 bis 2023: Markus Wostry 2018 im Trikot mit dem Wappen ohne „Linz“.
Das seit 2023 neue „vereinfachte“ Logo des LASK.
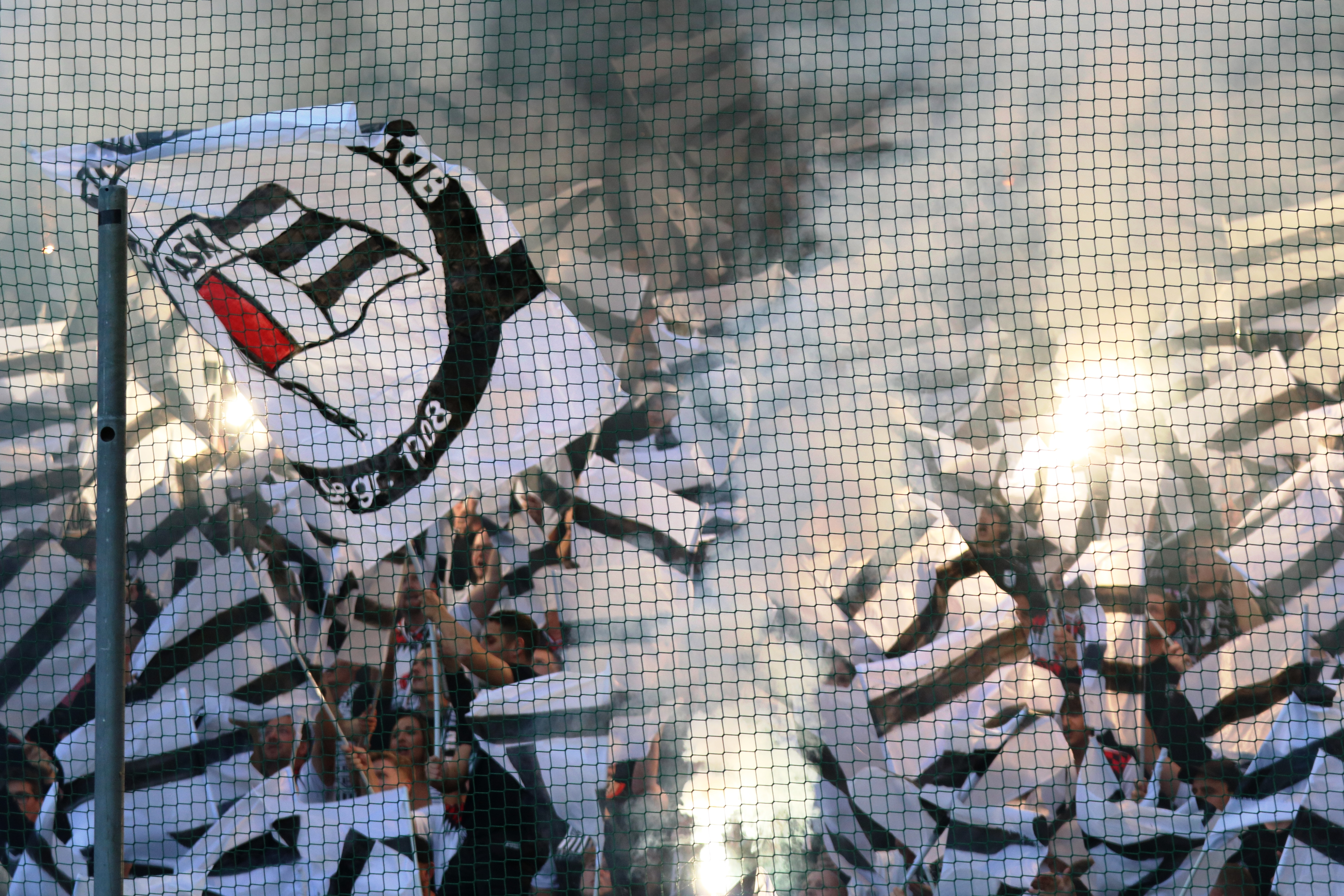
Fans schwenken das seit 2023 eigenständige Rundwappen.

## Galerie

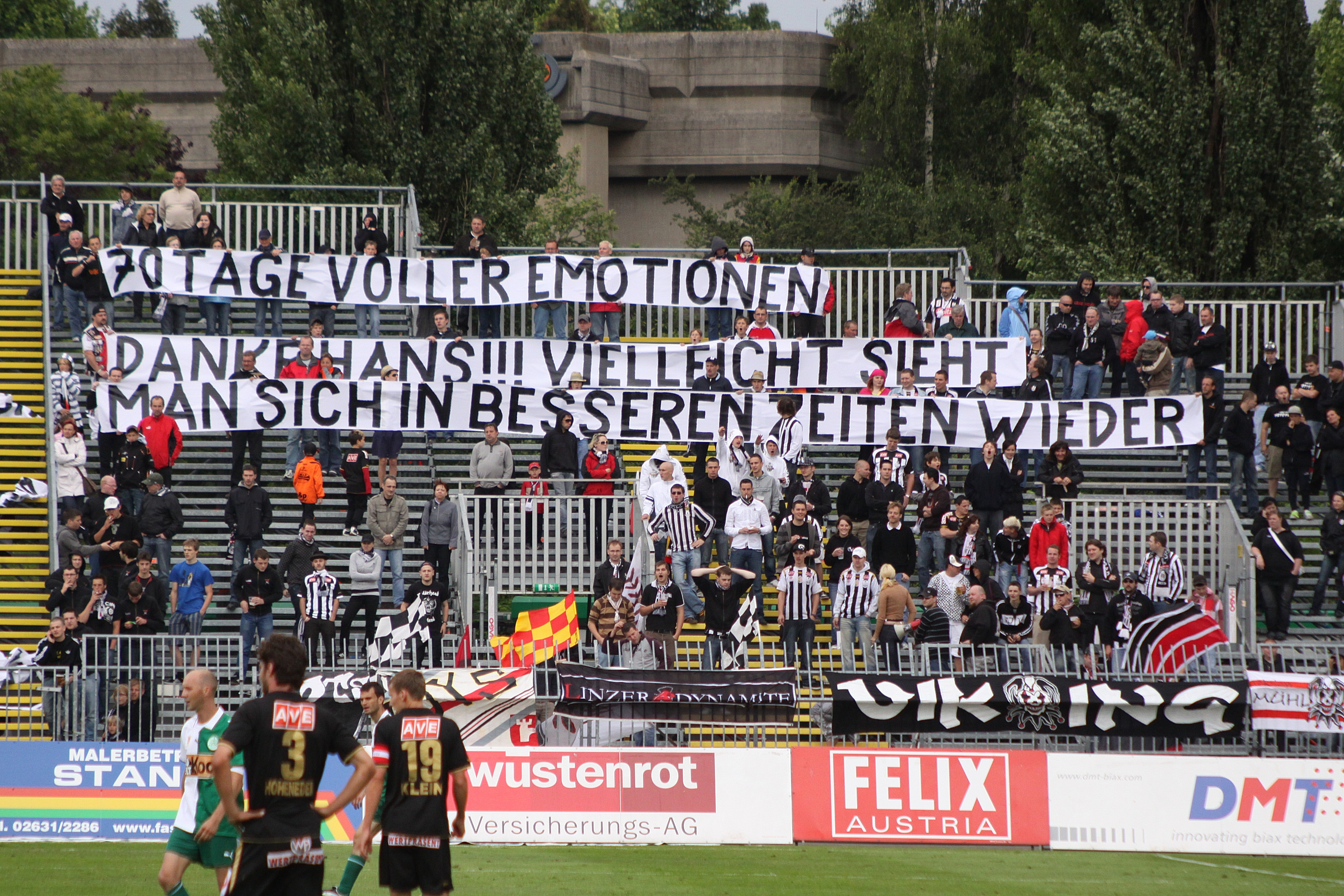
LASK-Fans danken Trainer Hans Krankl für seine Tätigkeit
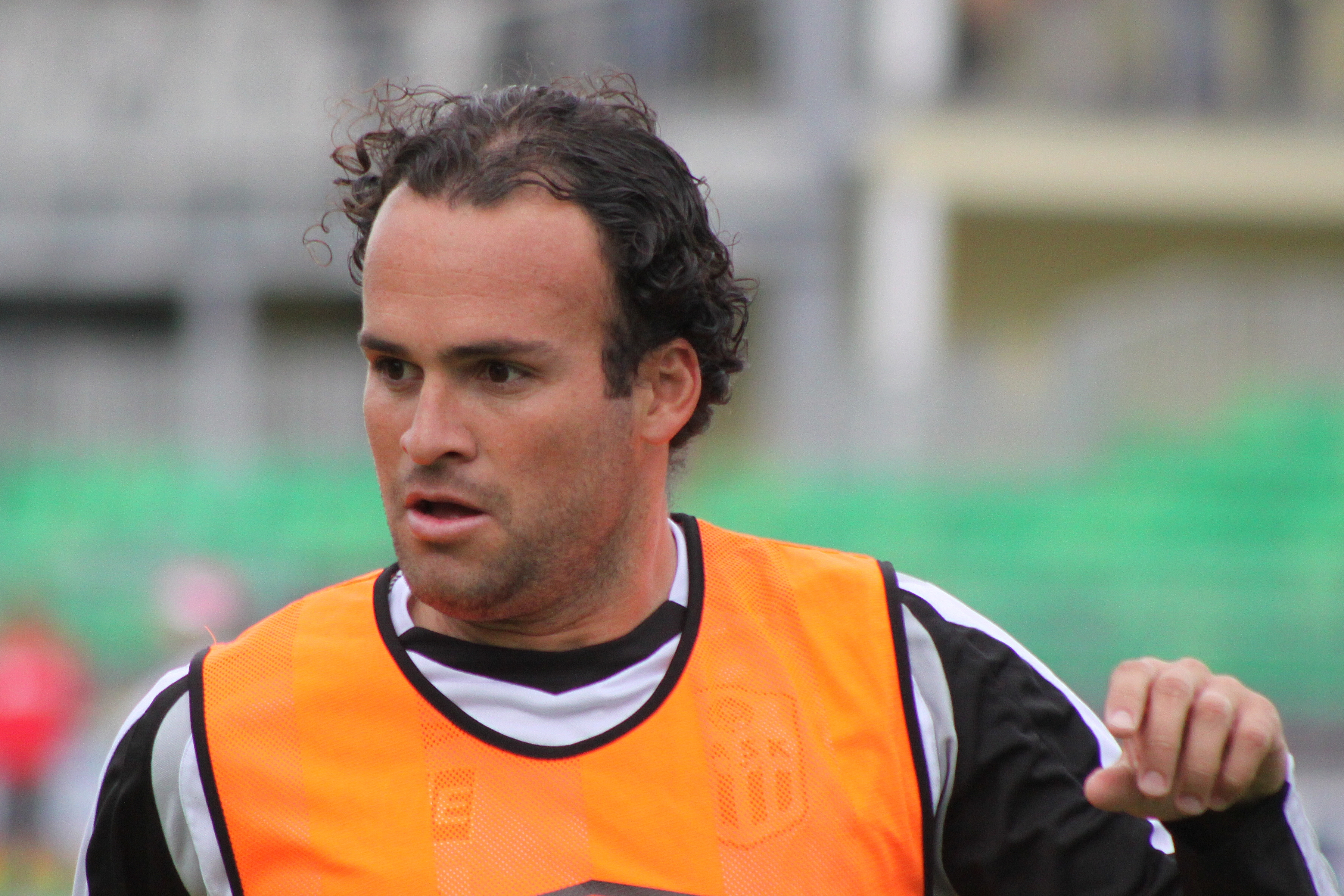
Pablo Chinchilla
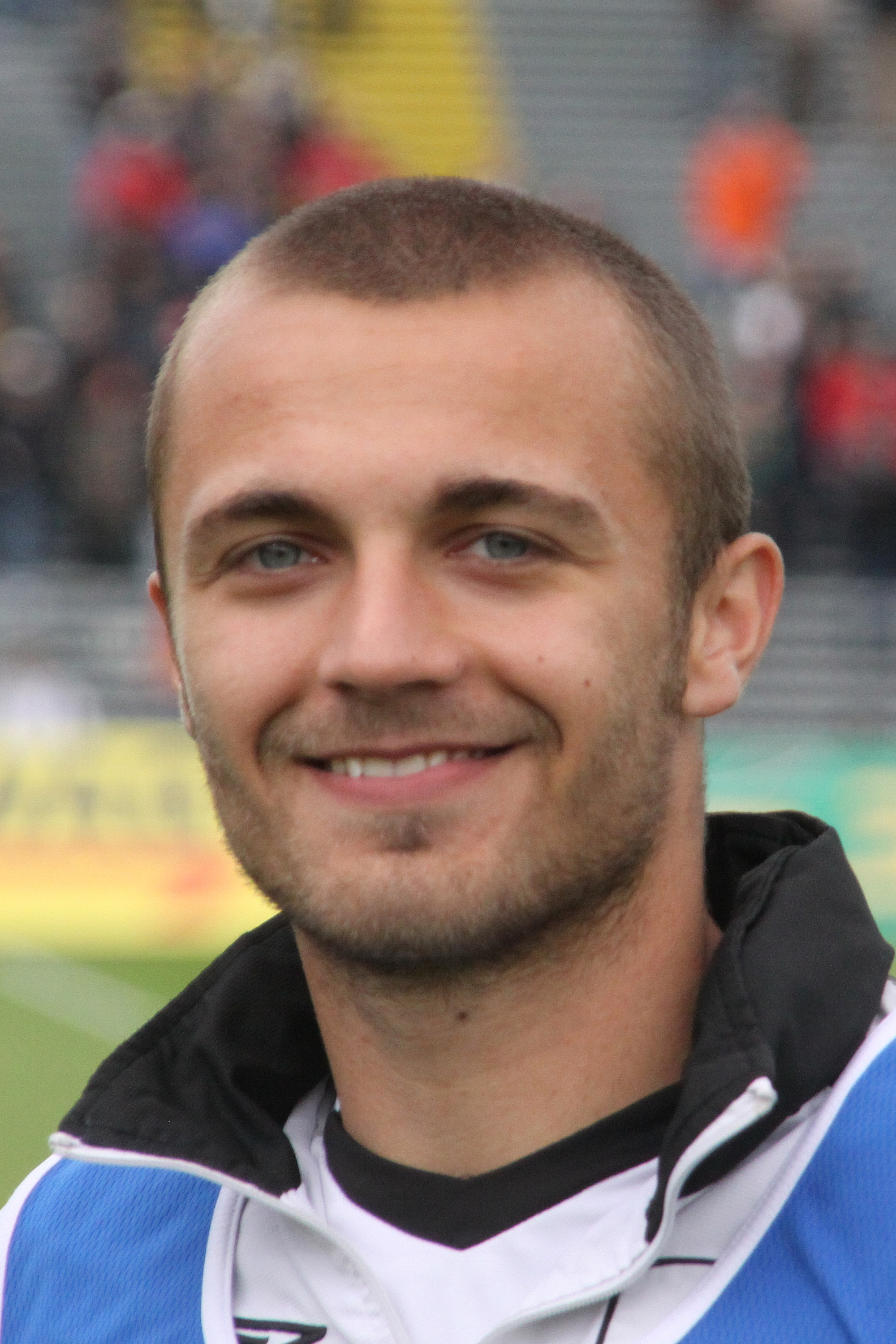
Danijel Dramac
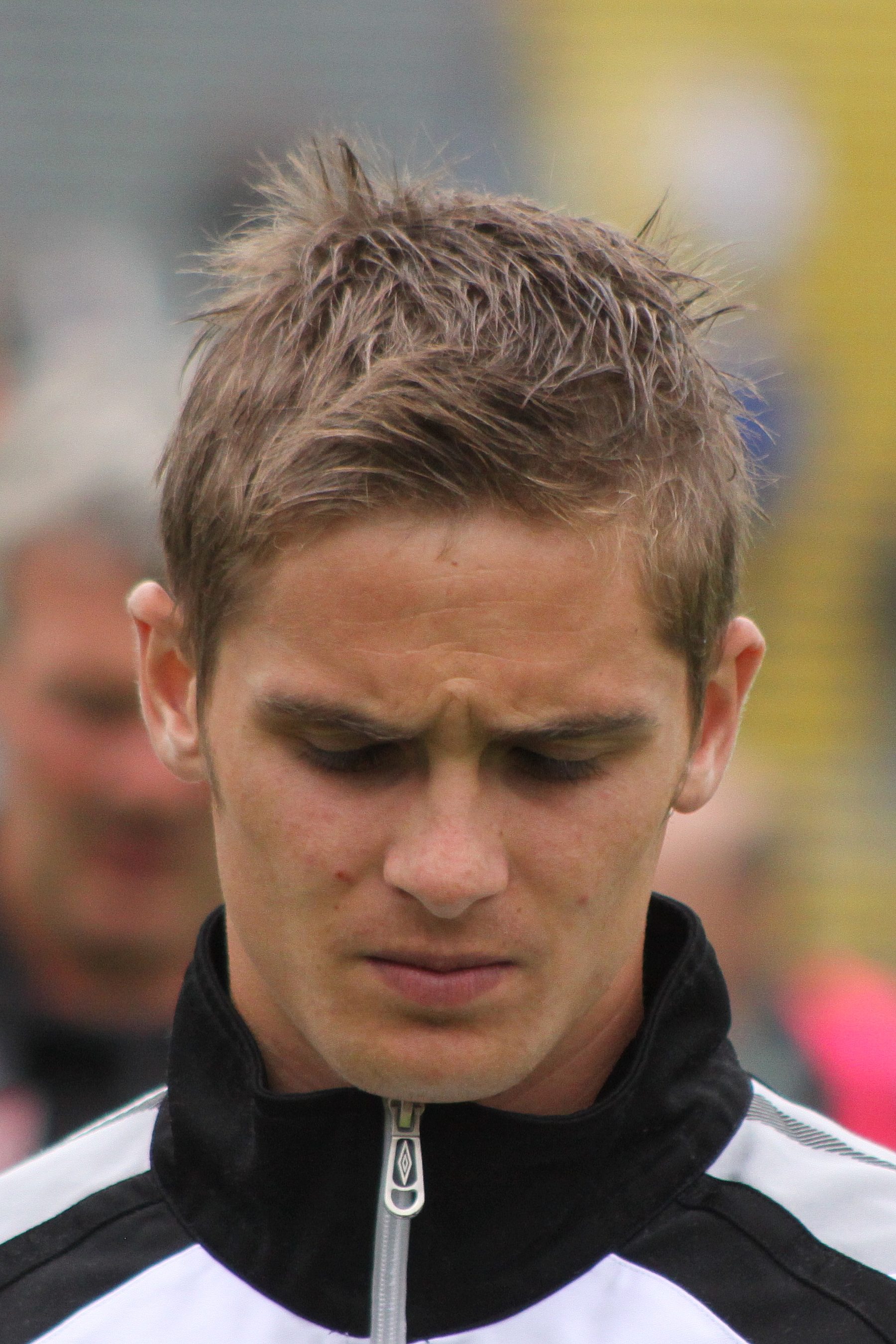
Benjamin Freudenthaler
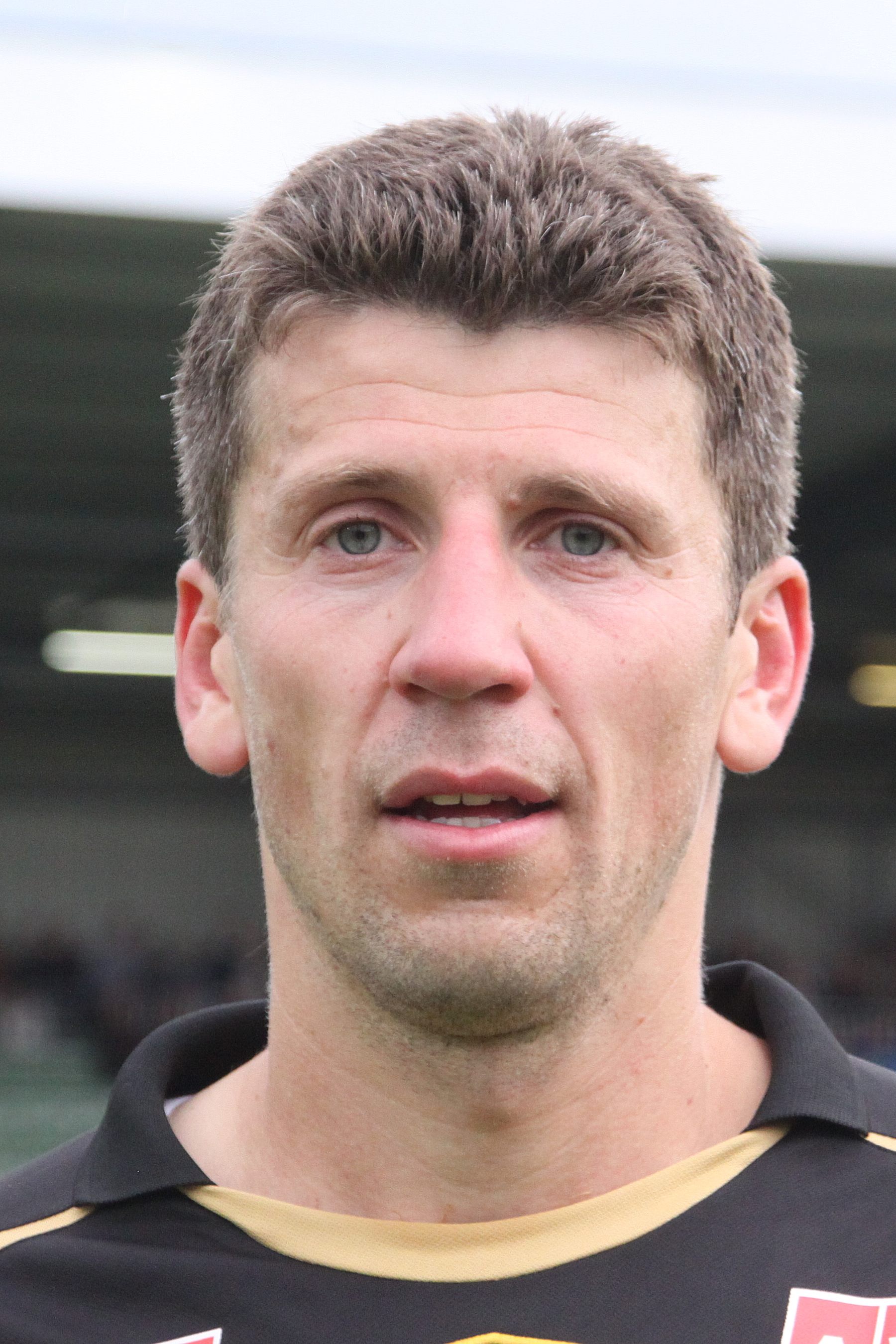
Davorin Kablar
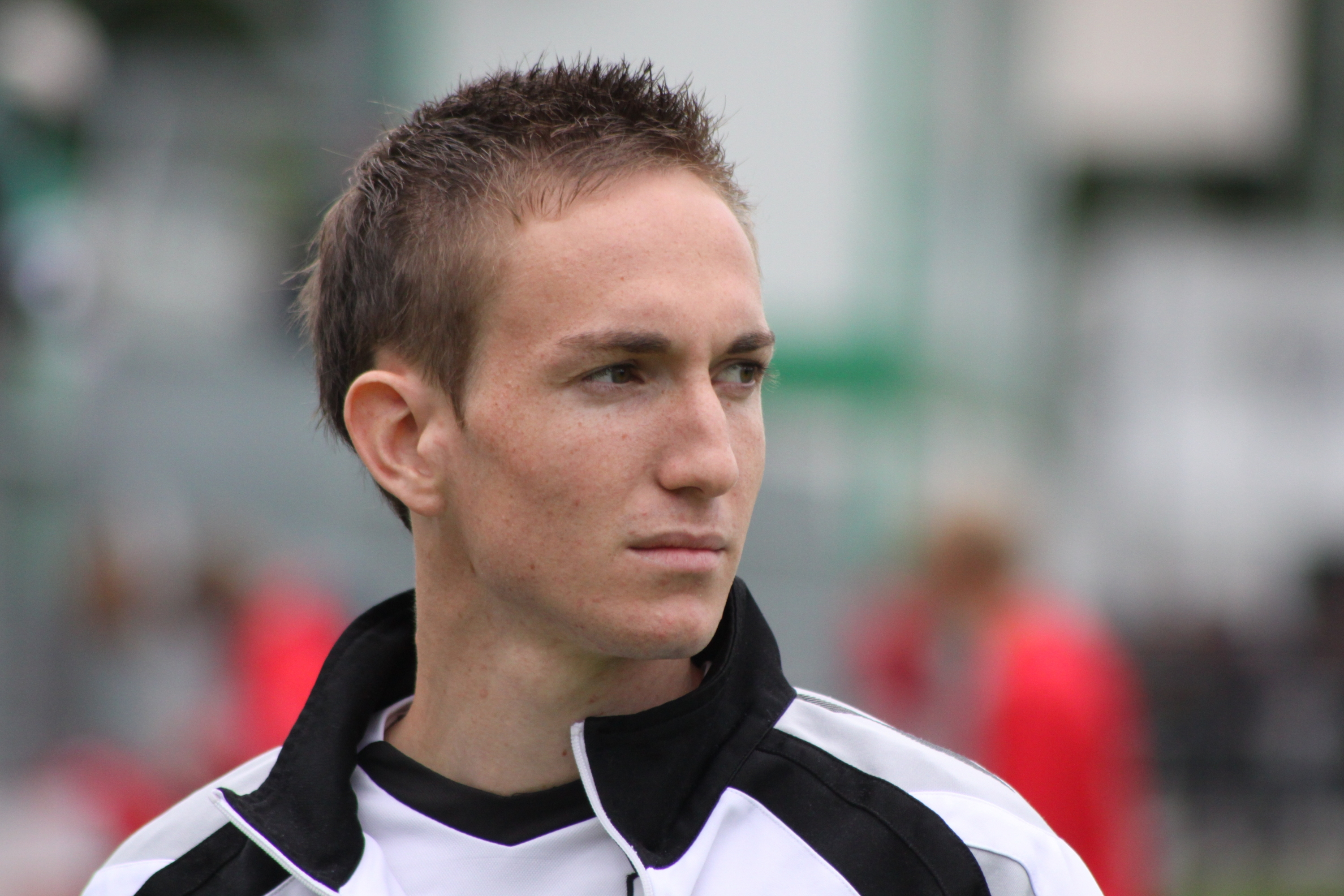
Lukas Kragl
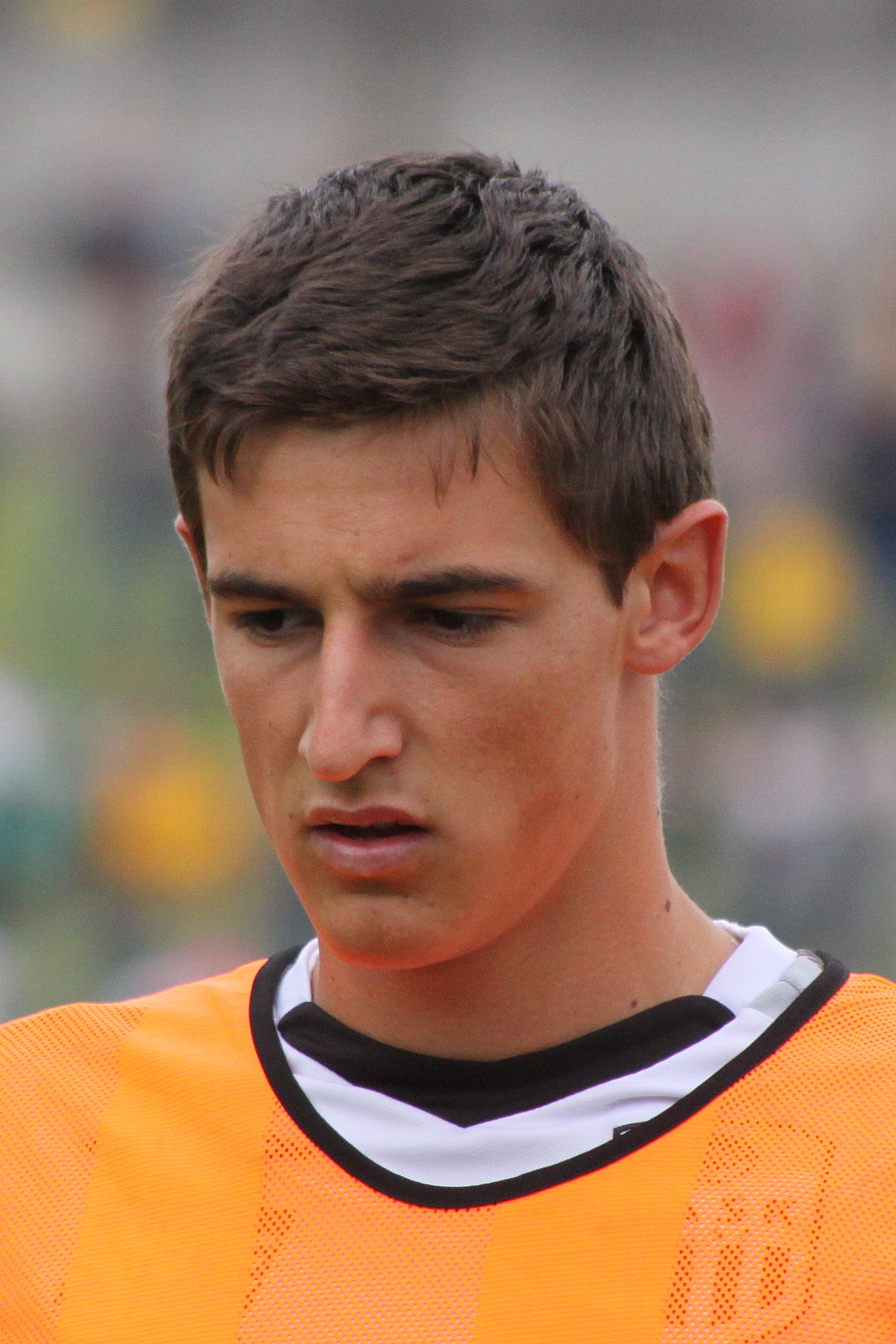
Thomas Piermayr
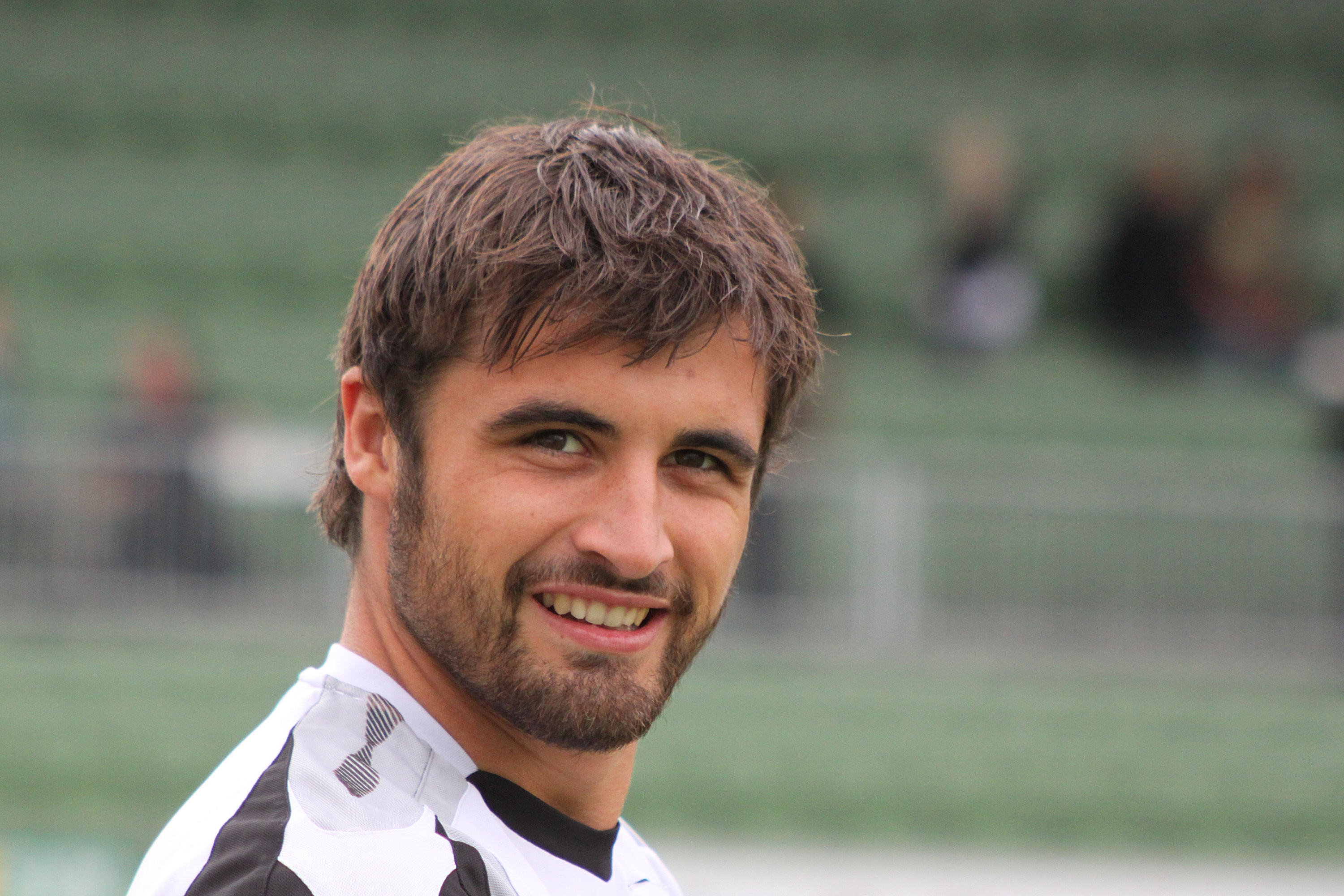
Michael Zaglmair
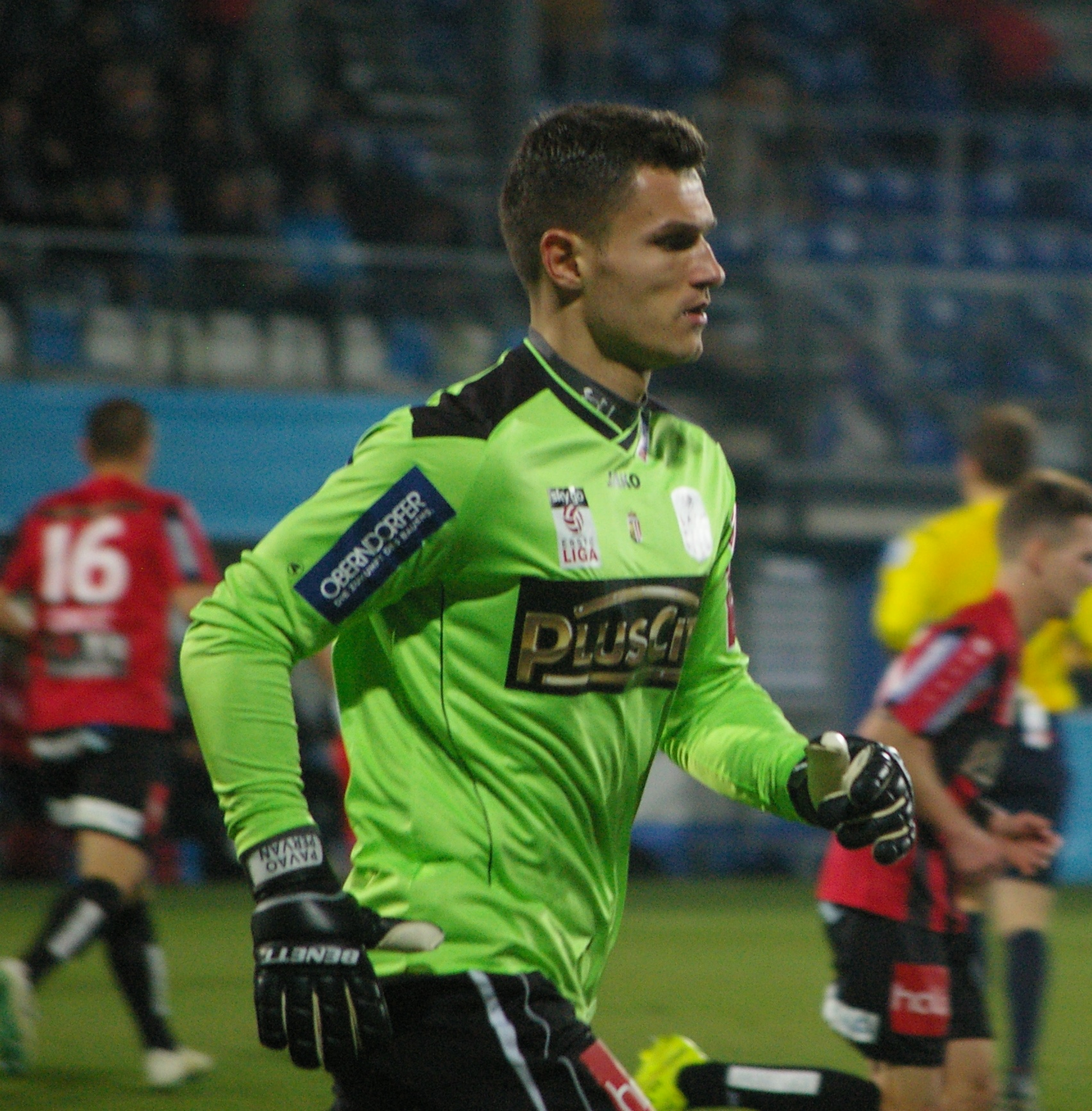
Pavao Pervan
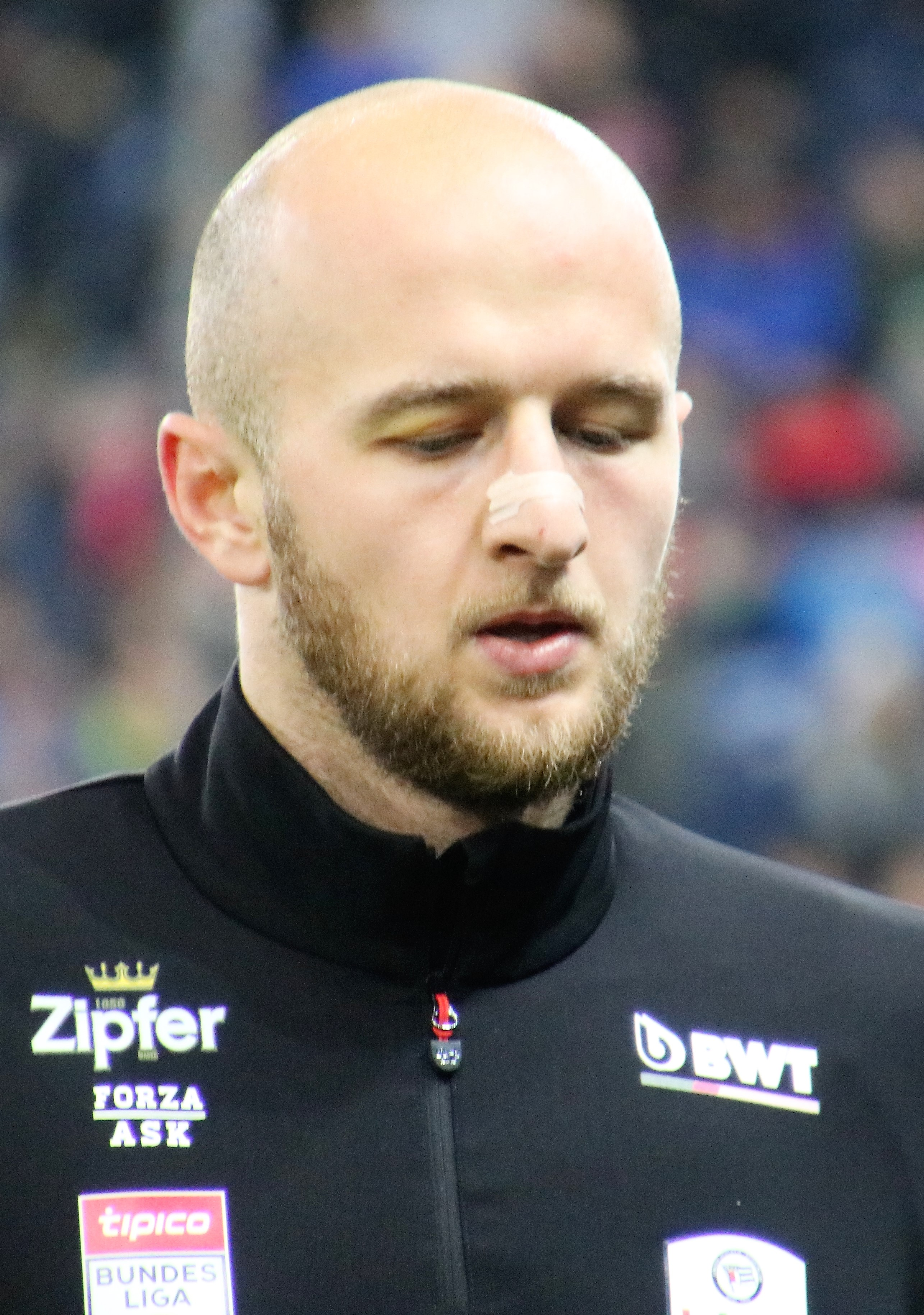
Gernot Trauner